# Bembidion
Bembidion es un género de escarabajos. Forma parte de la tribu Bembidiini, de la subfamilia Trechinae. El género fue descrito por el entomólogo francés Pierre André Latreille.
Ha habido muchos intentos de dividirlo en géneros más pequeños, sobre todo por René Jeannel en 1941 y por G.G. Perrault en 1981, pero ninguno de ellos ha sido generalmente aceptado.

## Descripción
Miden 2-8 mm. Hay más de 1200 especies en más de 100 subgéneros. 

## Distribución y hábitats
Son de distribución mundial, la mayoría en el hemisferio norte. Son depredadores y carroñeros. Prefieren hábitats abiertos, húmedos. En general los adultos son activos durante el día.

## Ejemplares del género

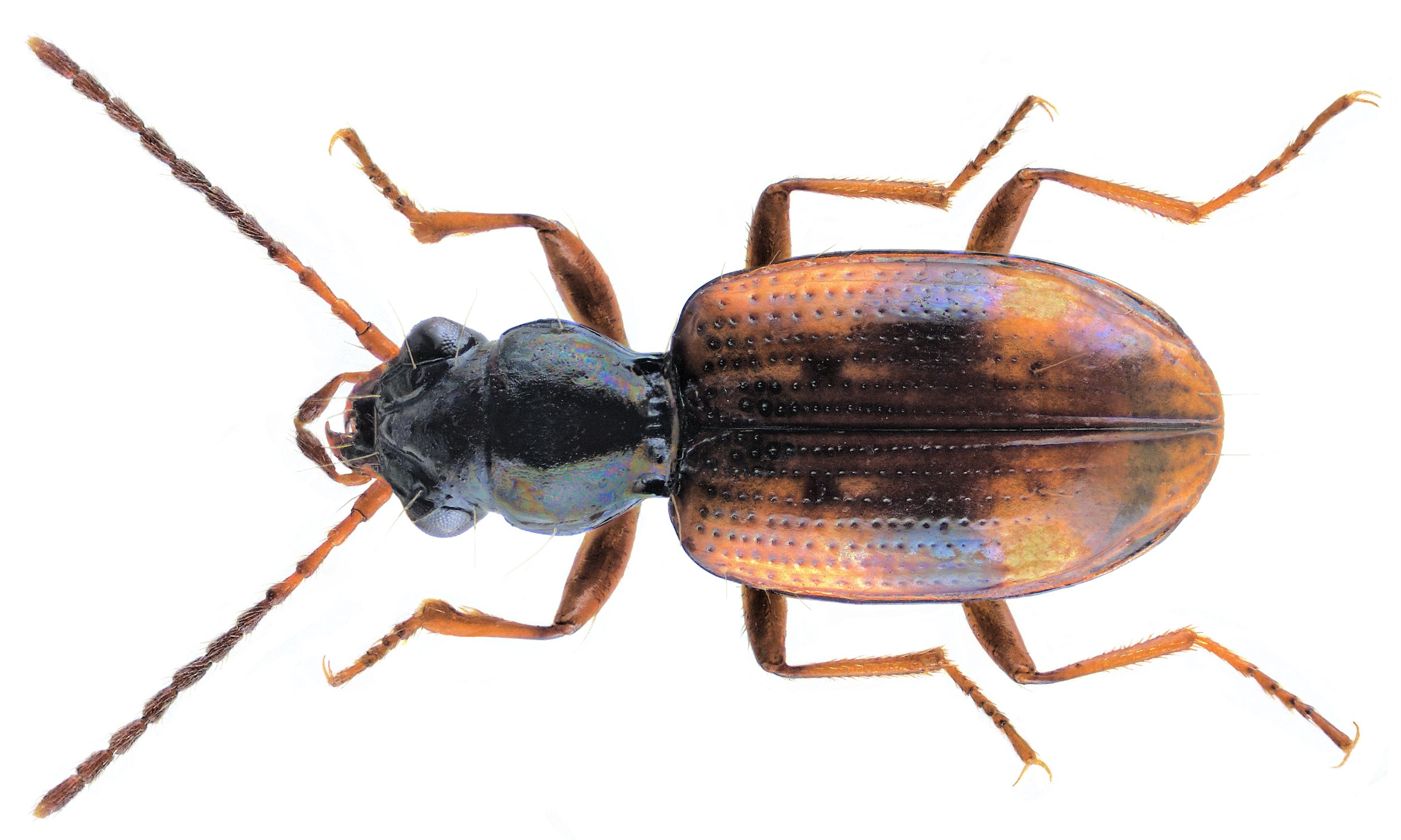
Bembidion articulatum
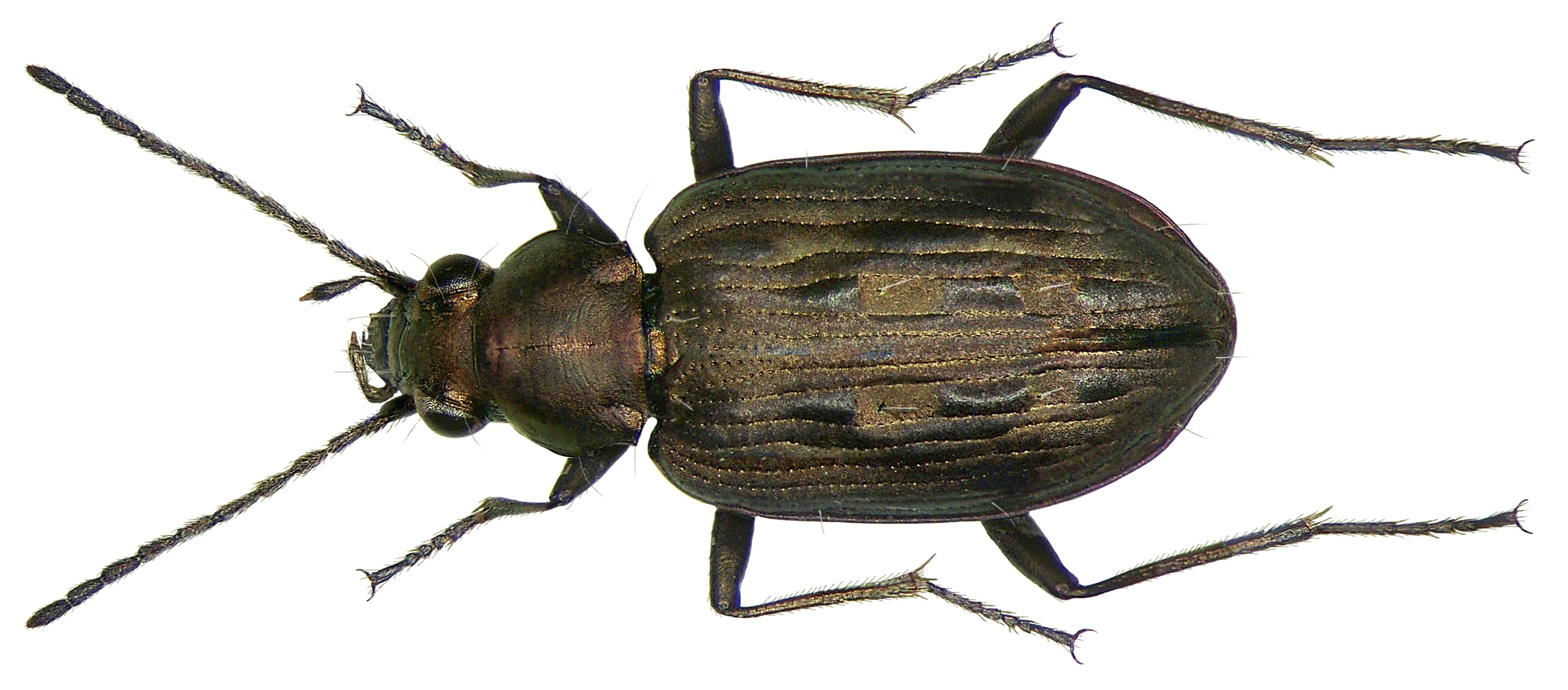
Bembidion litorale
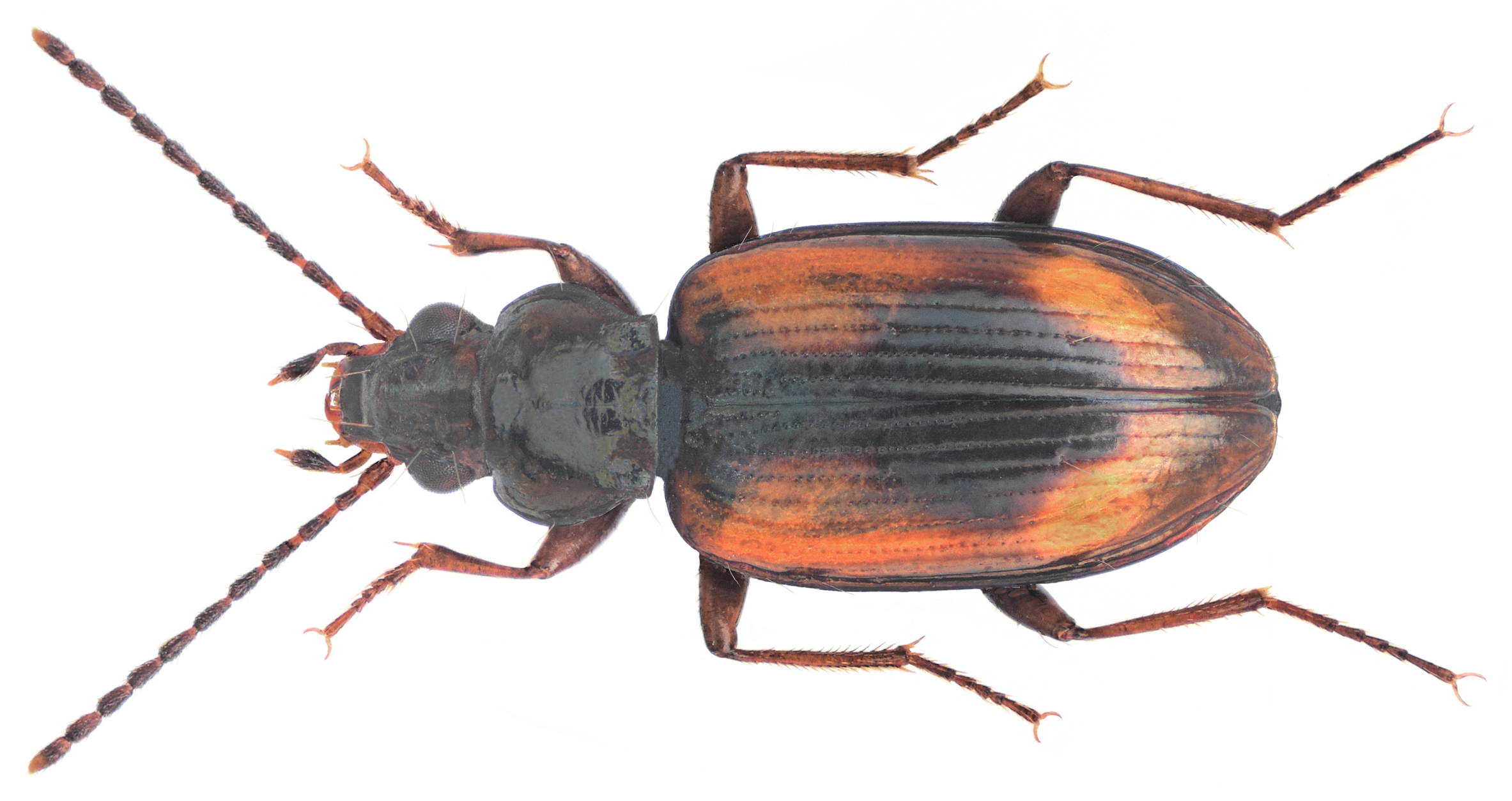
Bembidion femoratum
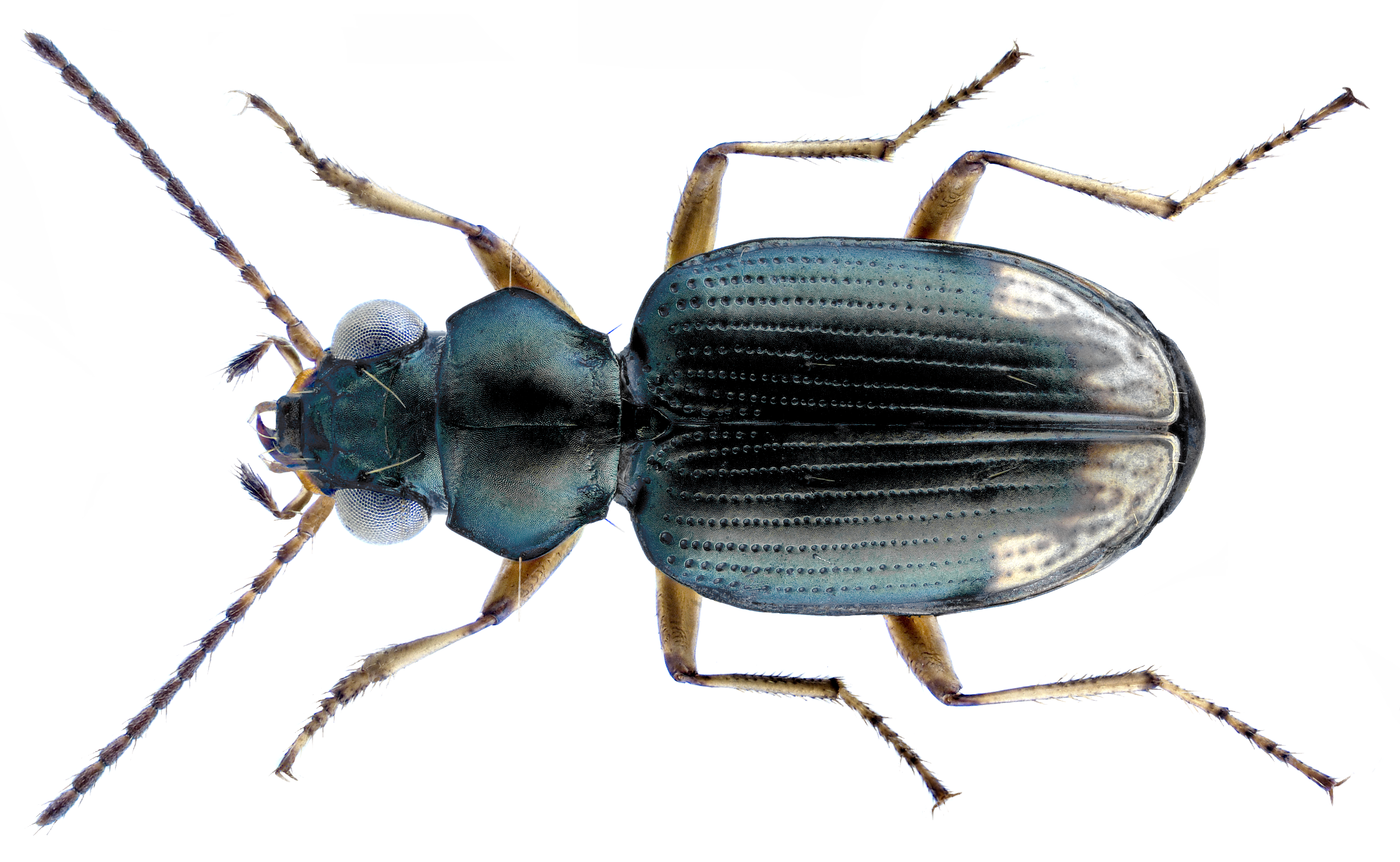
Bembidion foveolatum
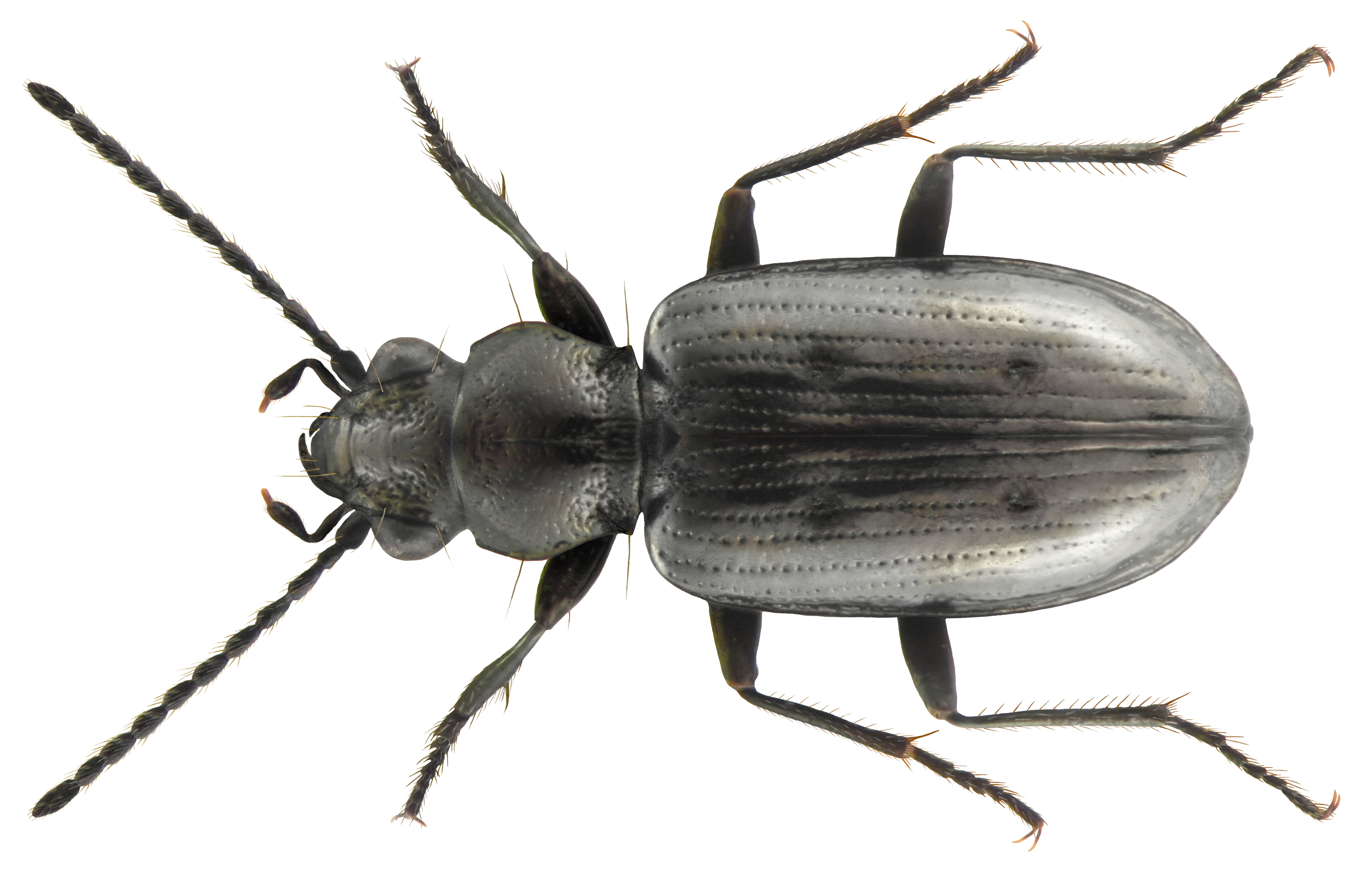
Bembidion bipunctatum
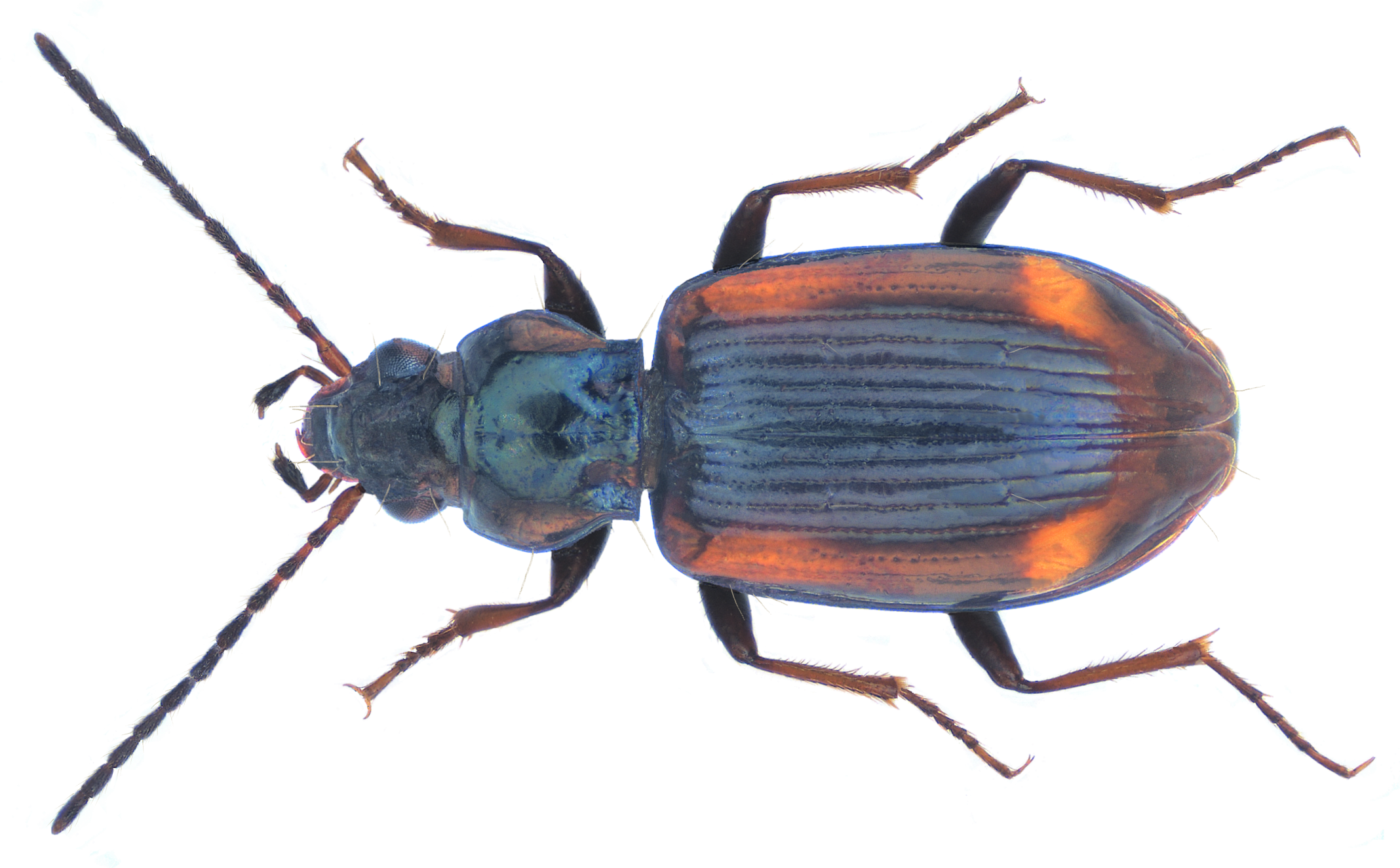
Bembidion bruxellense
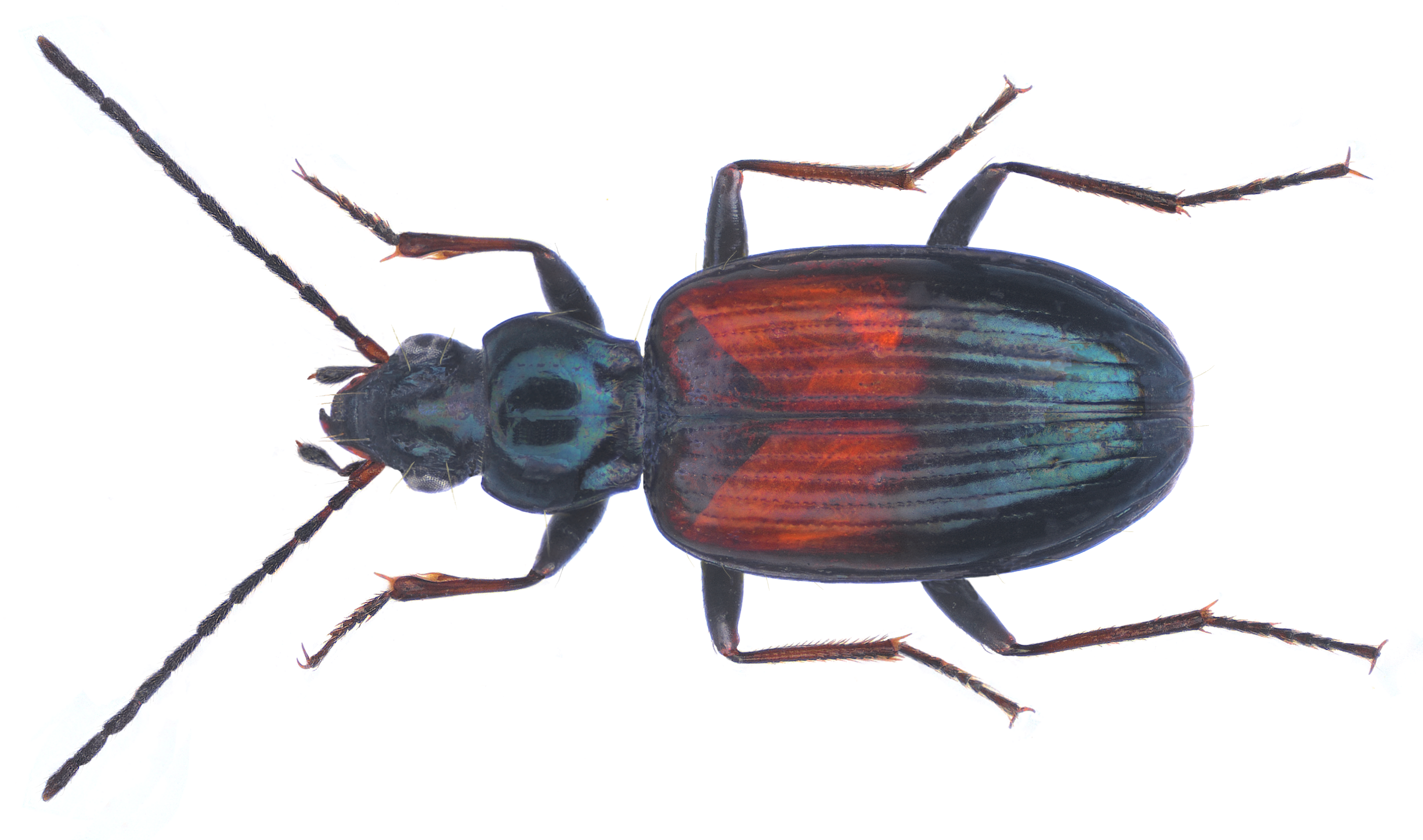
Bembidion varicolor
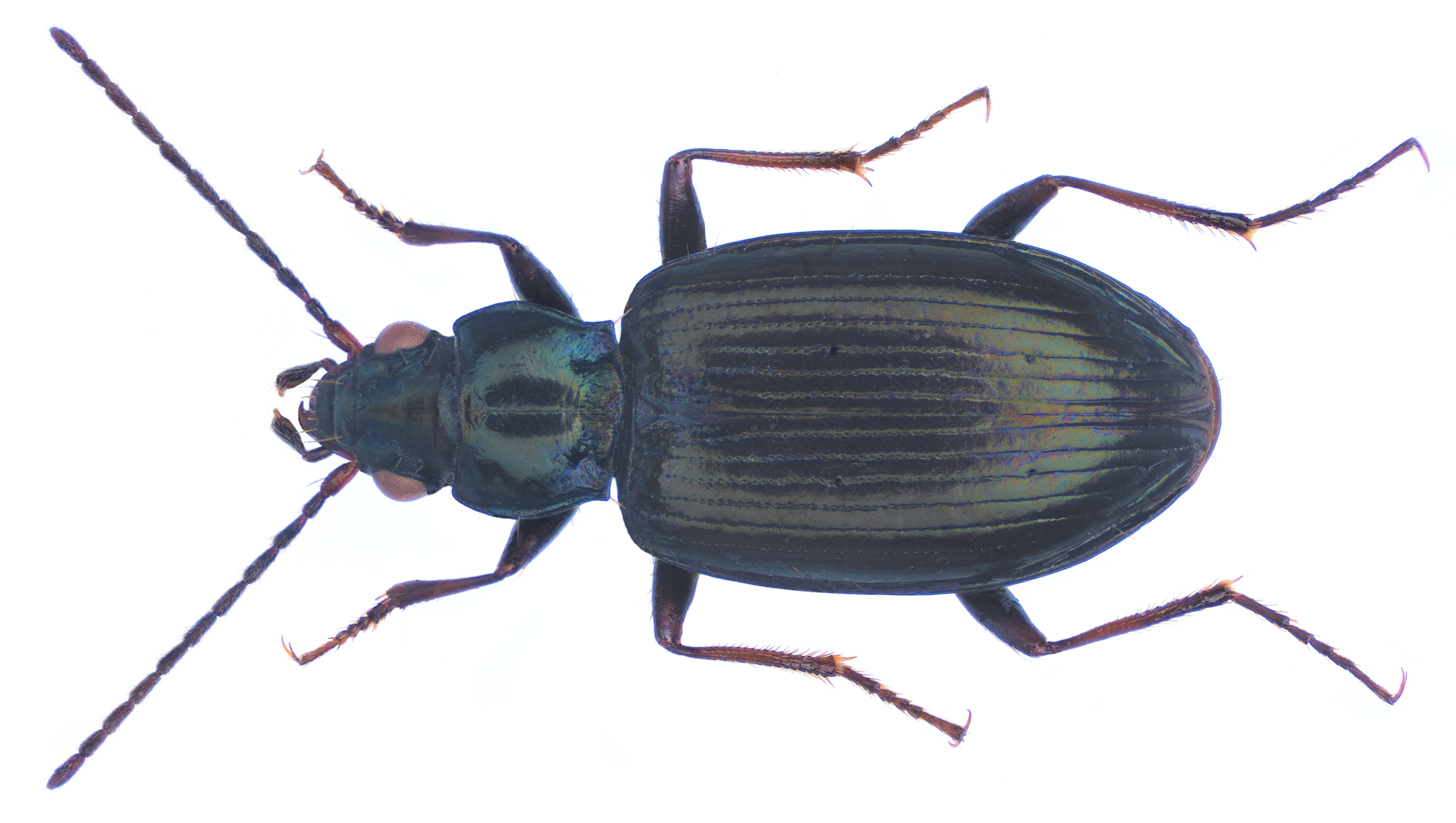
Bembidion geniculatum
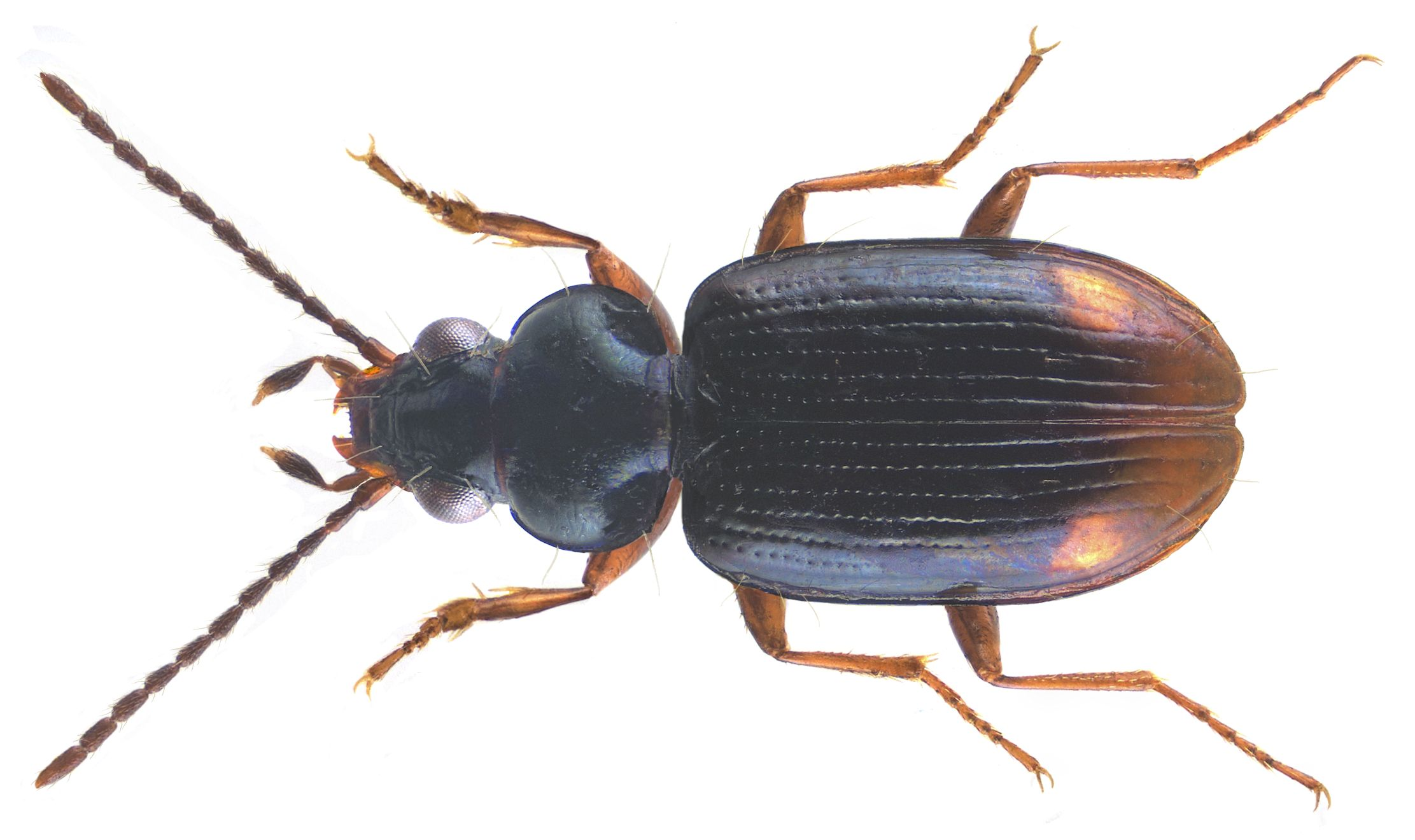
Bembidion guttula
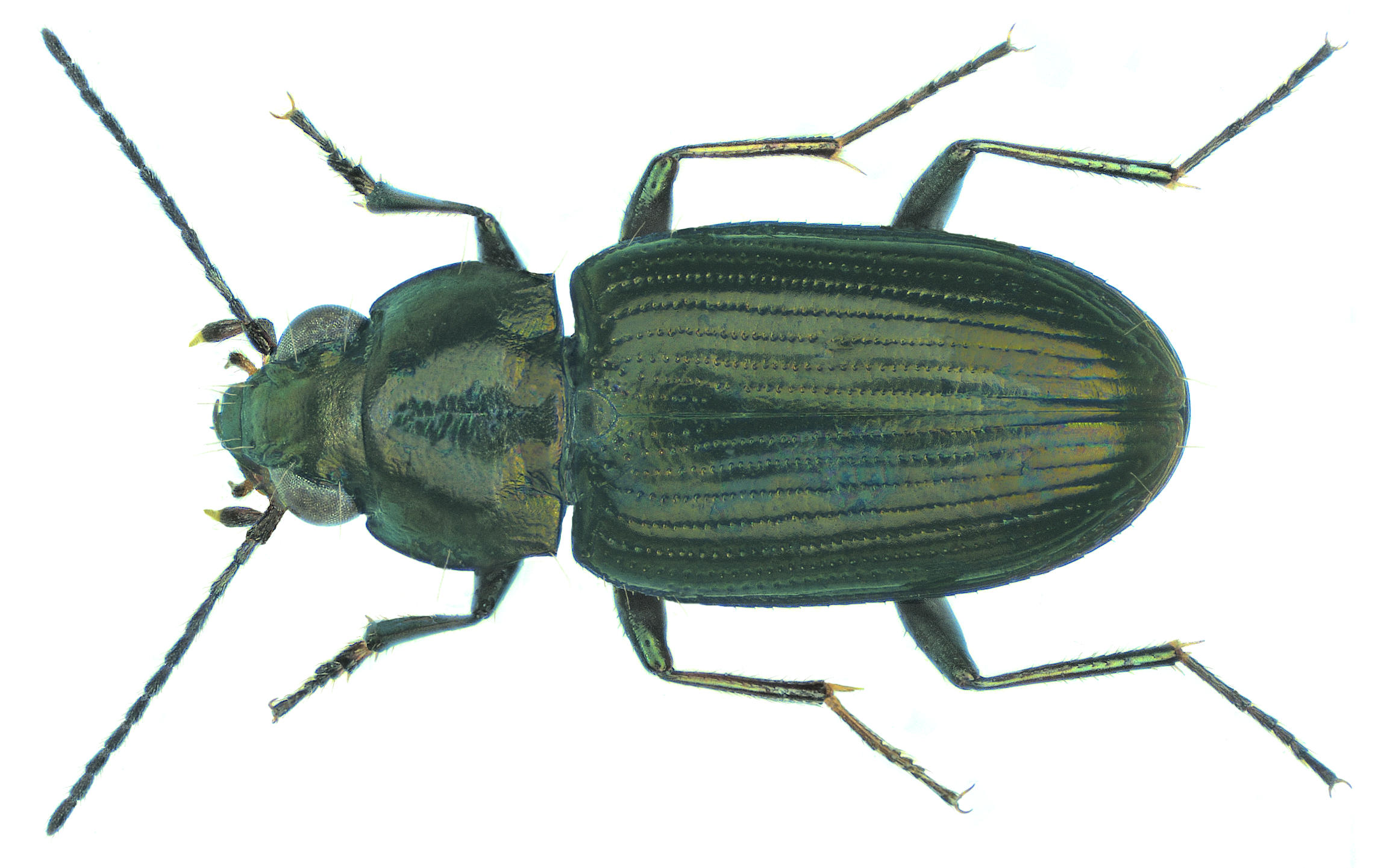
Bembidion quadricolle
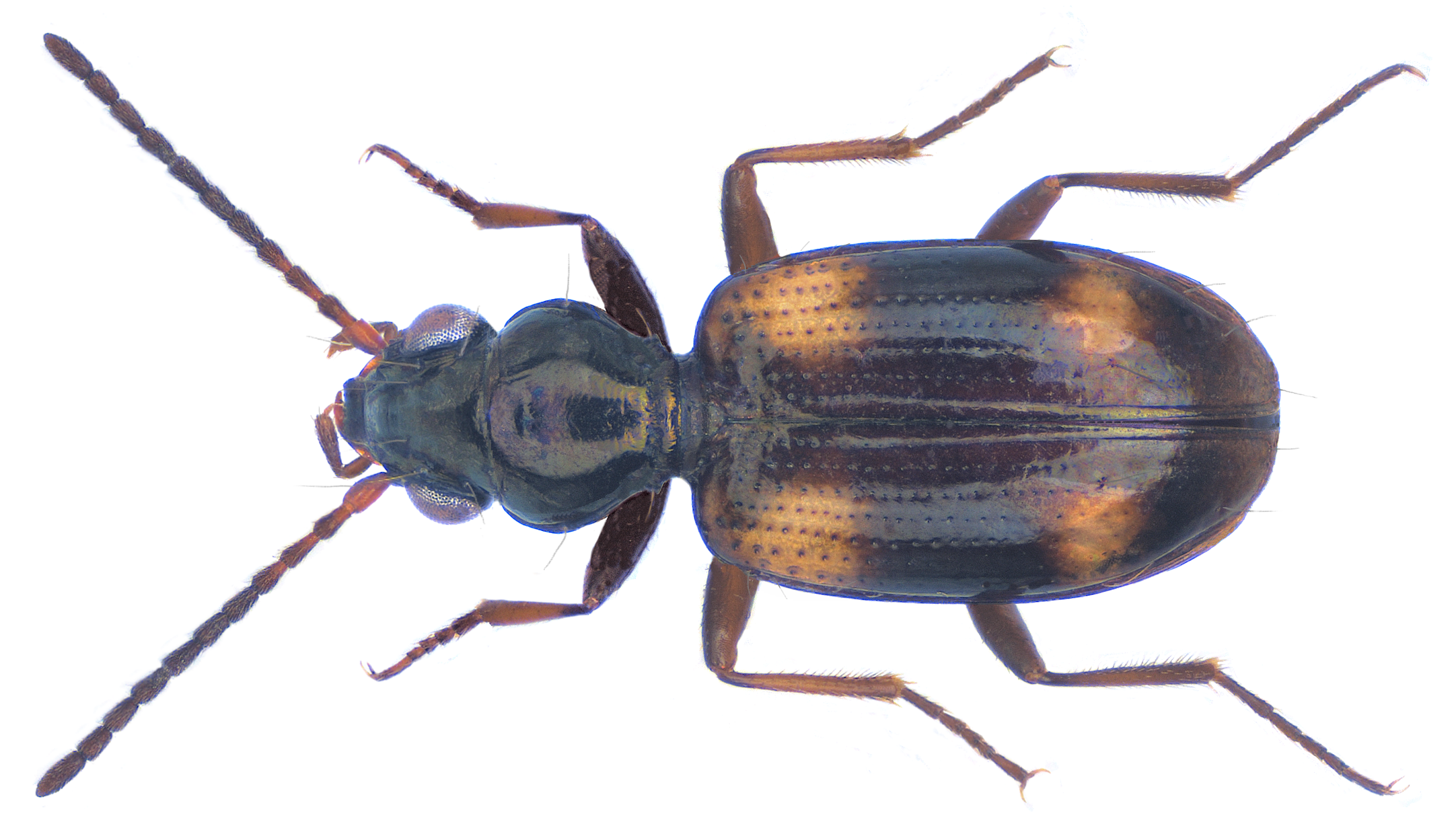
Bembidion quadrimaculatum
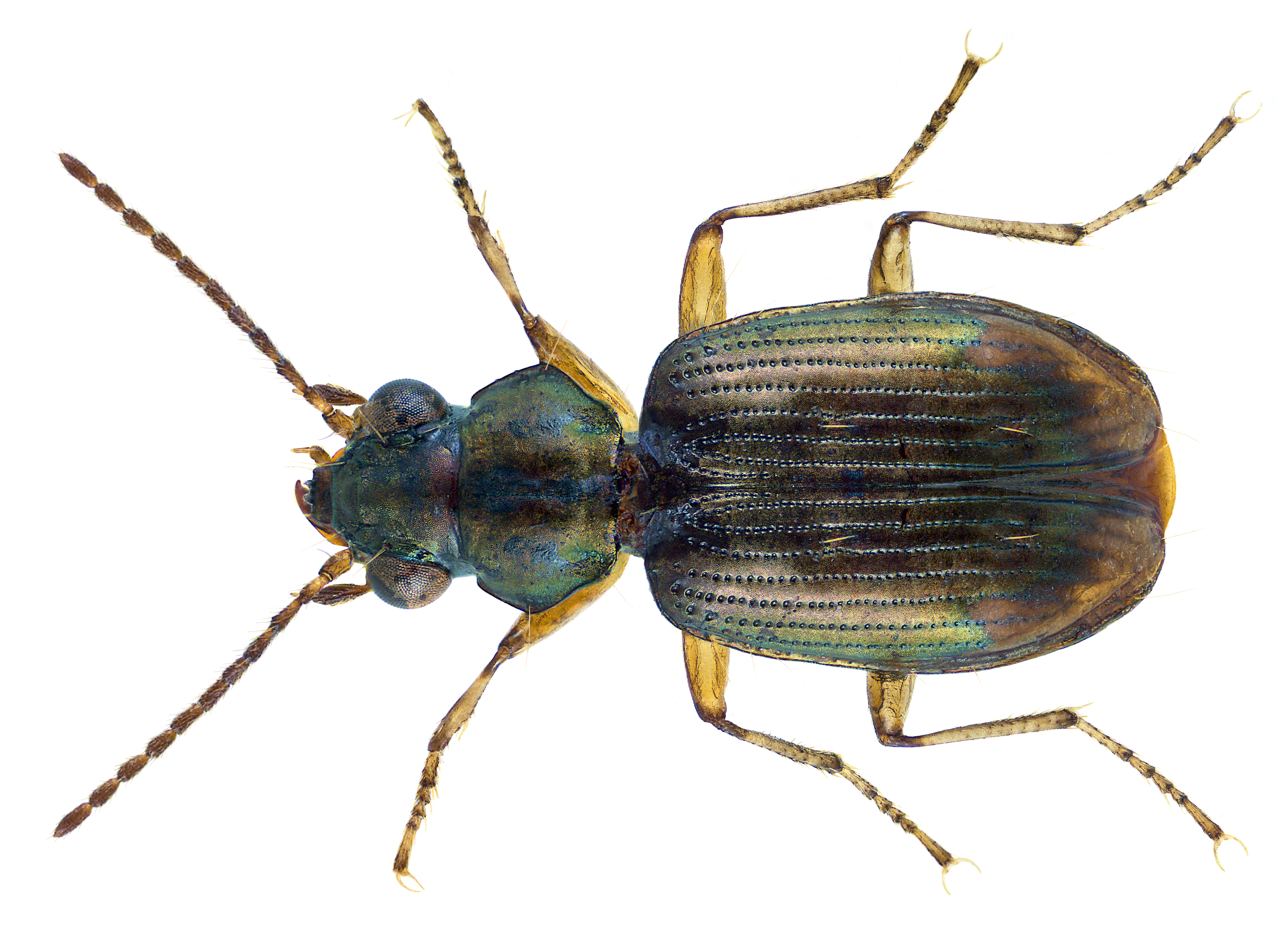
Bembidion sobrinum
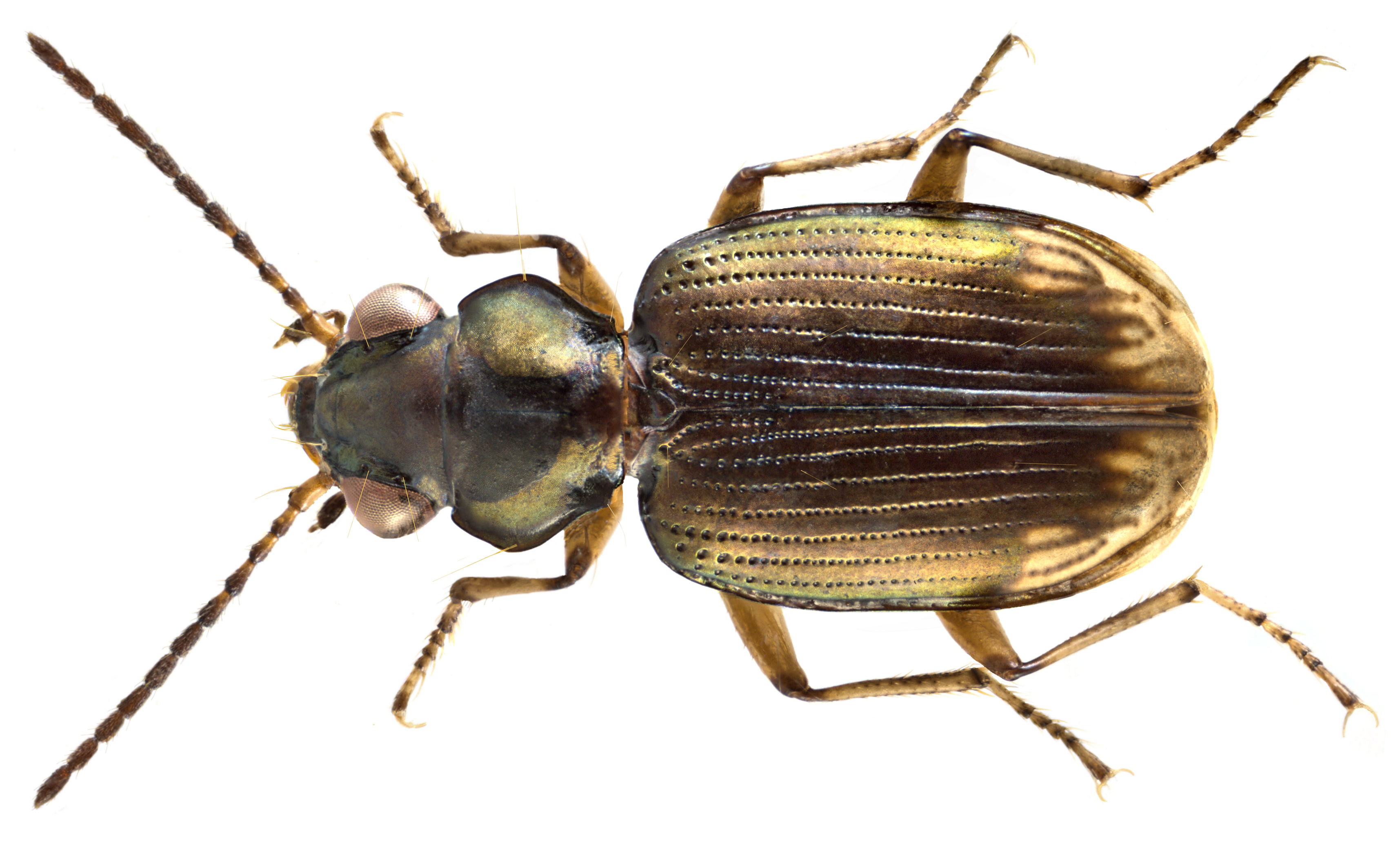
Bembidion niloticum
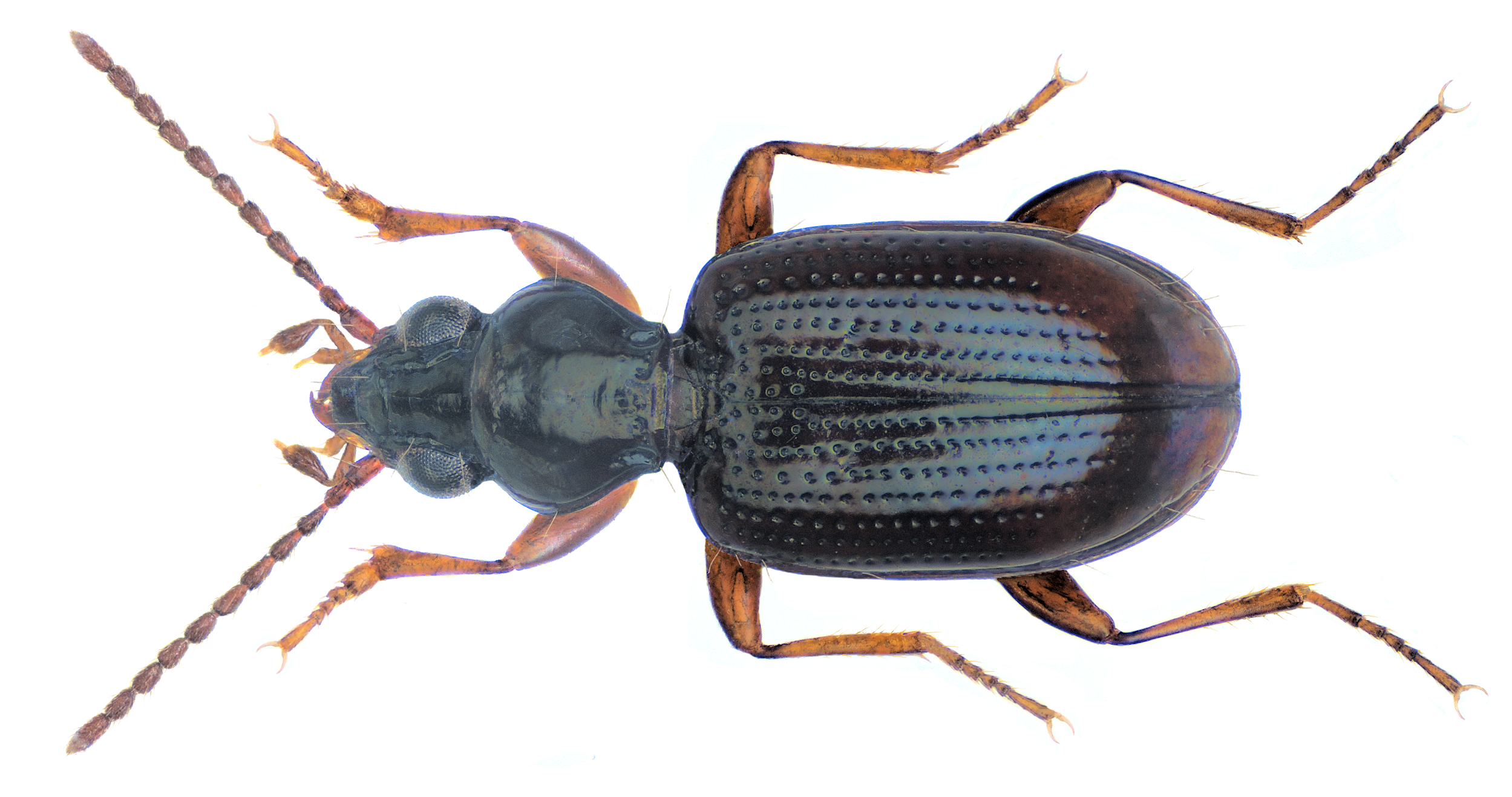
Bembidion normannum
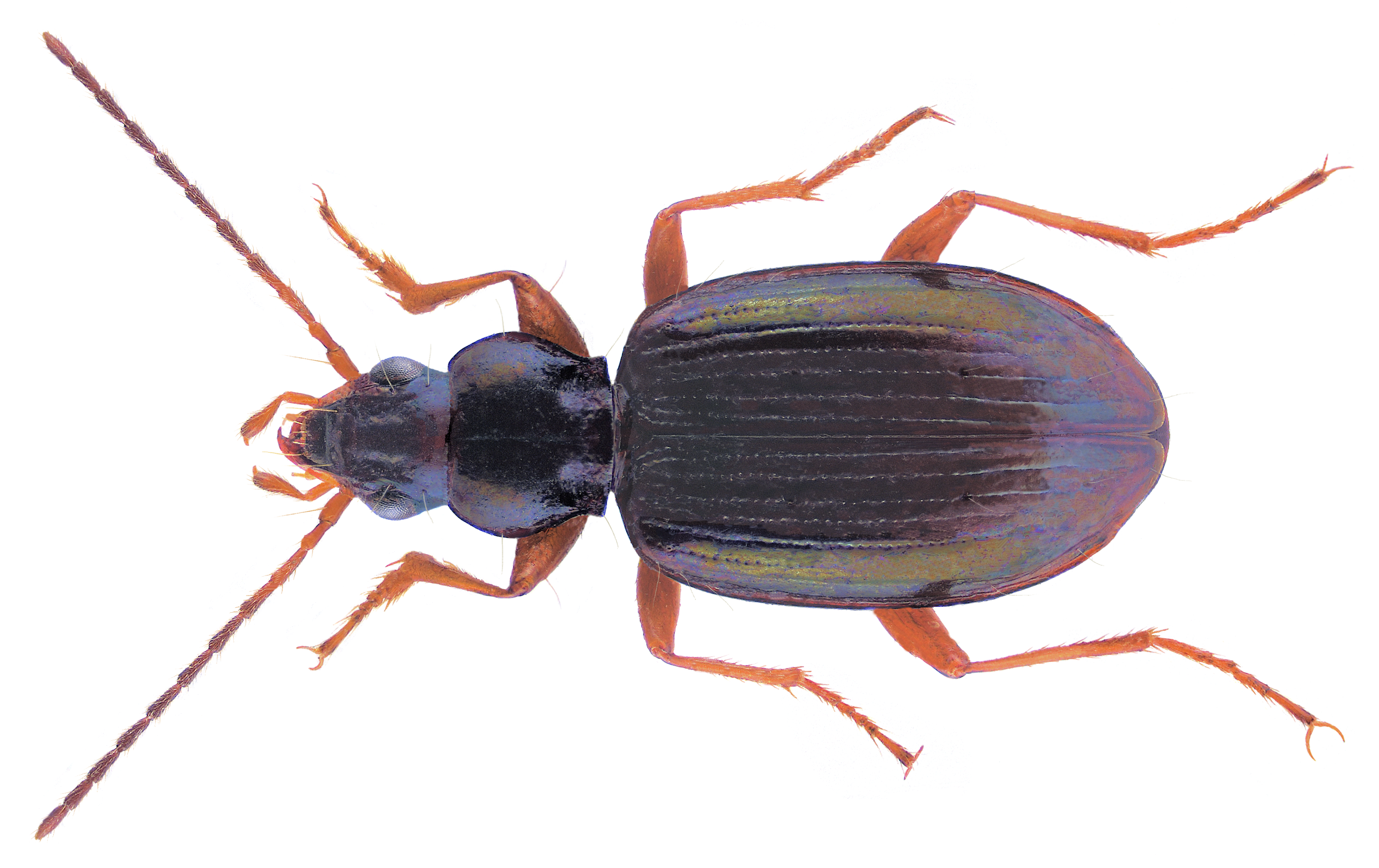
Bembidion stephensii
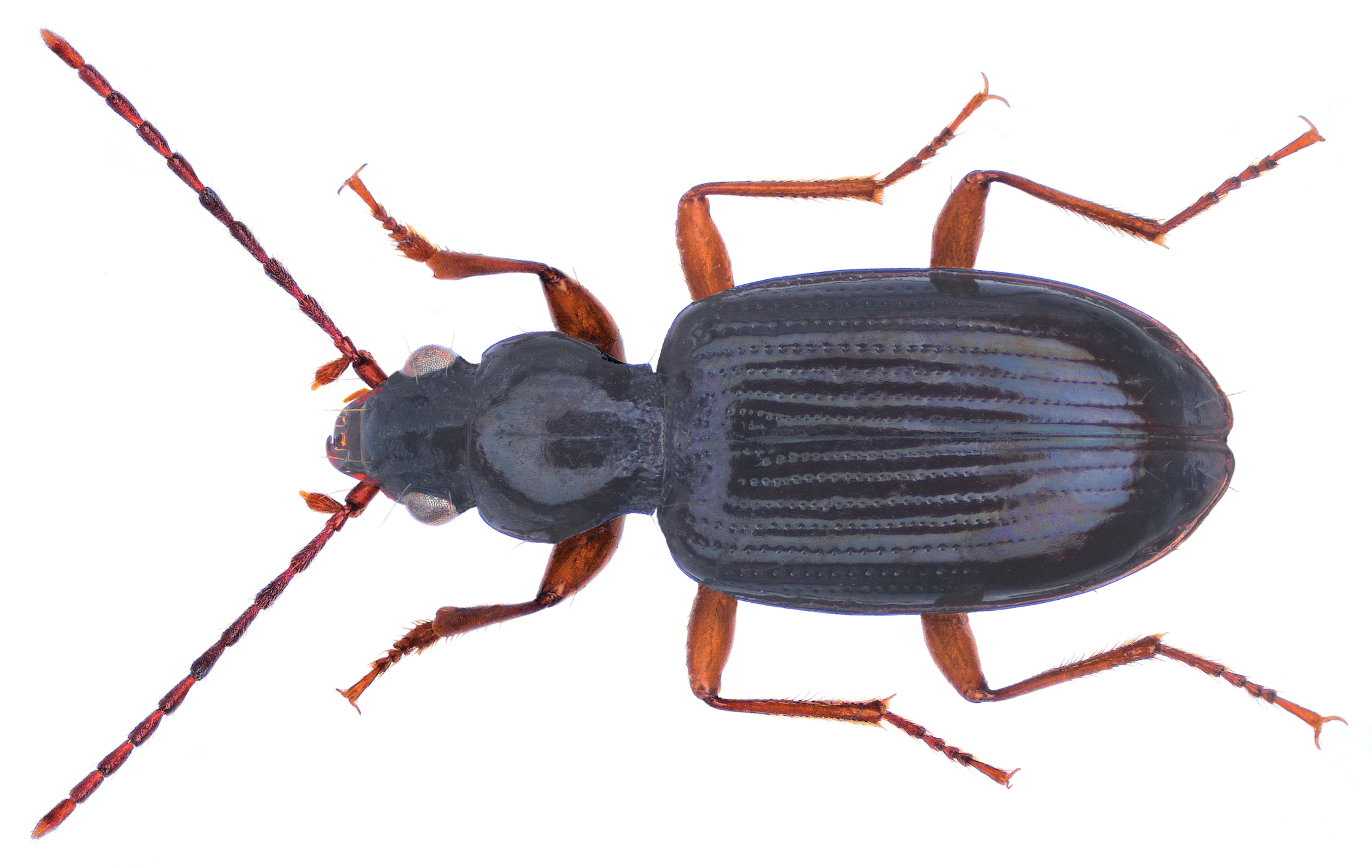
Bembidion fulvipes
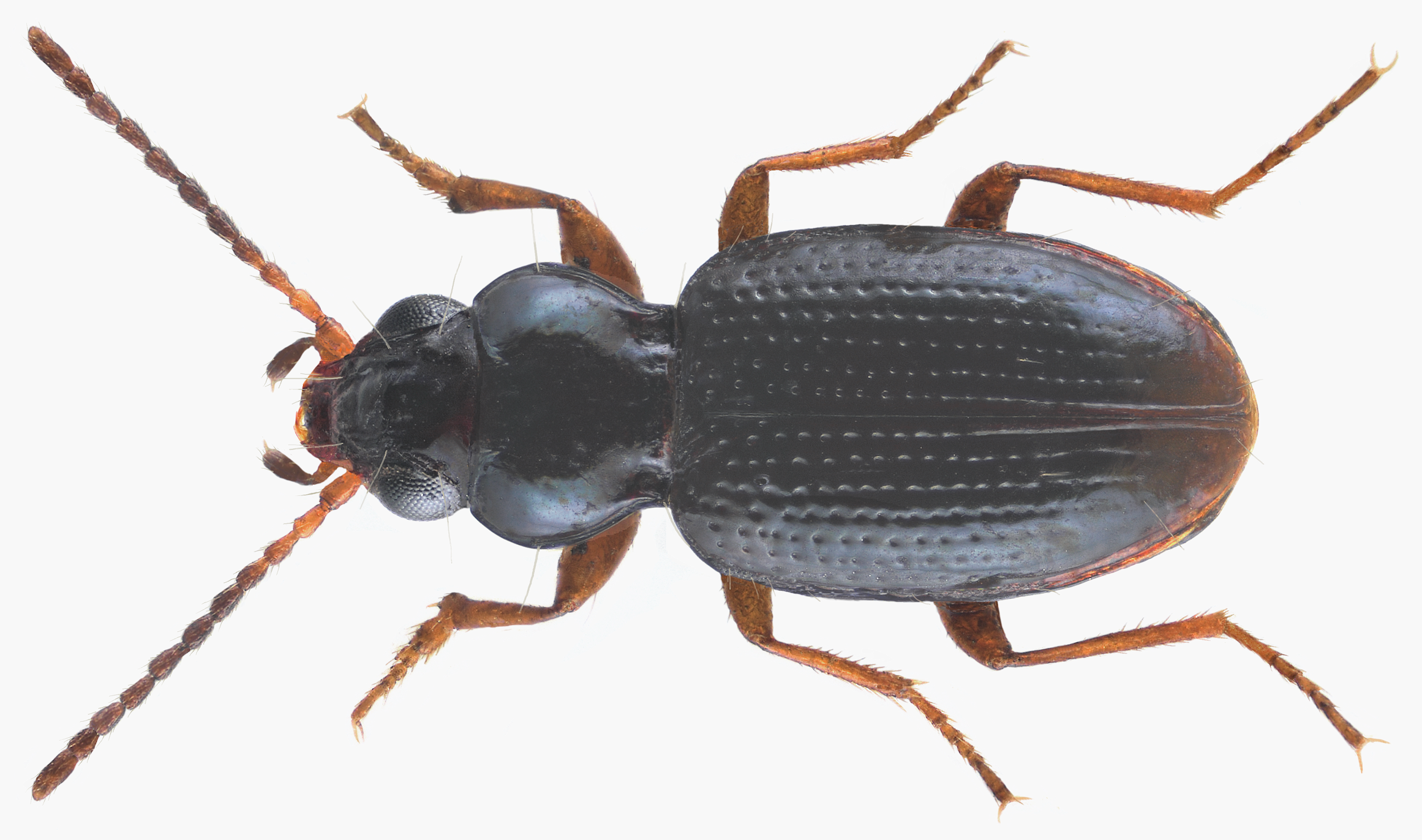
Bembidion gilvipes
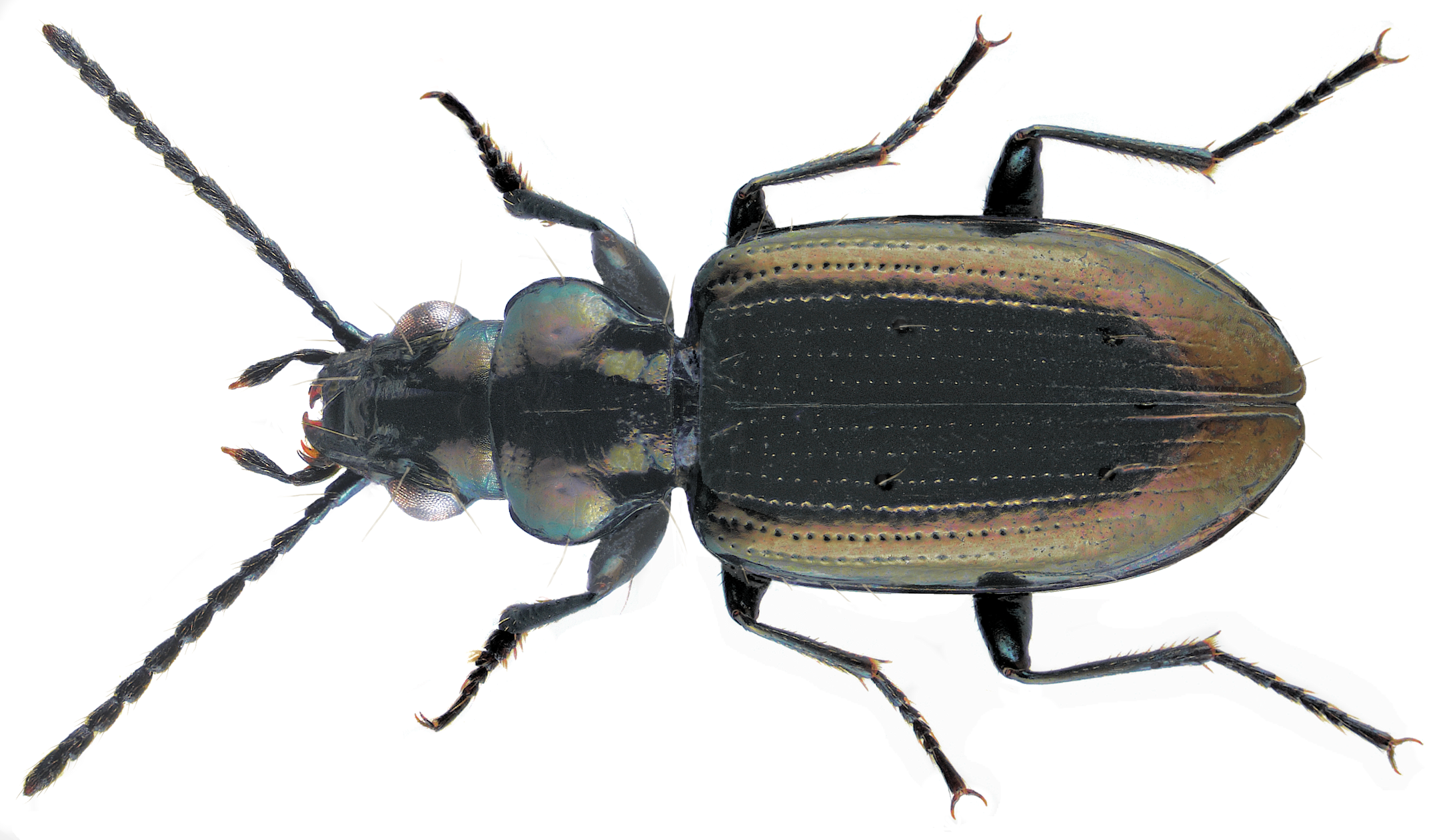
Bembidion glaciale
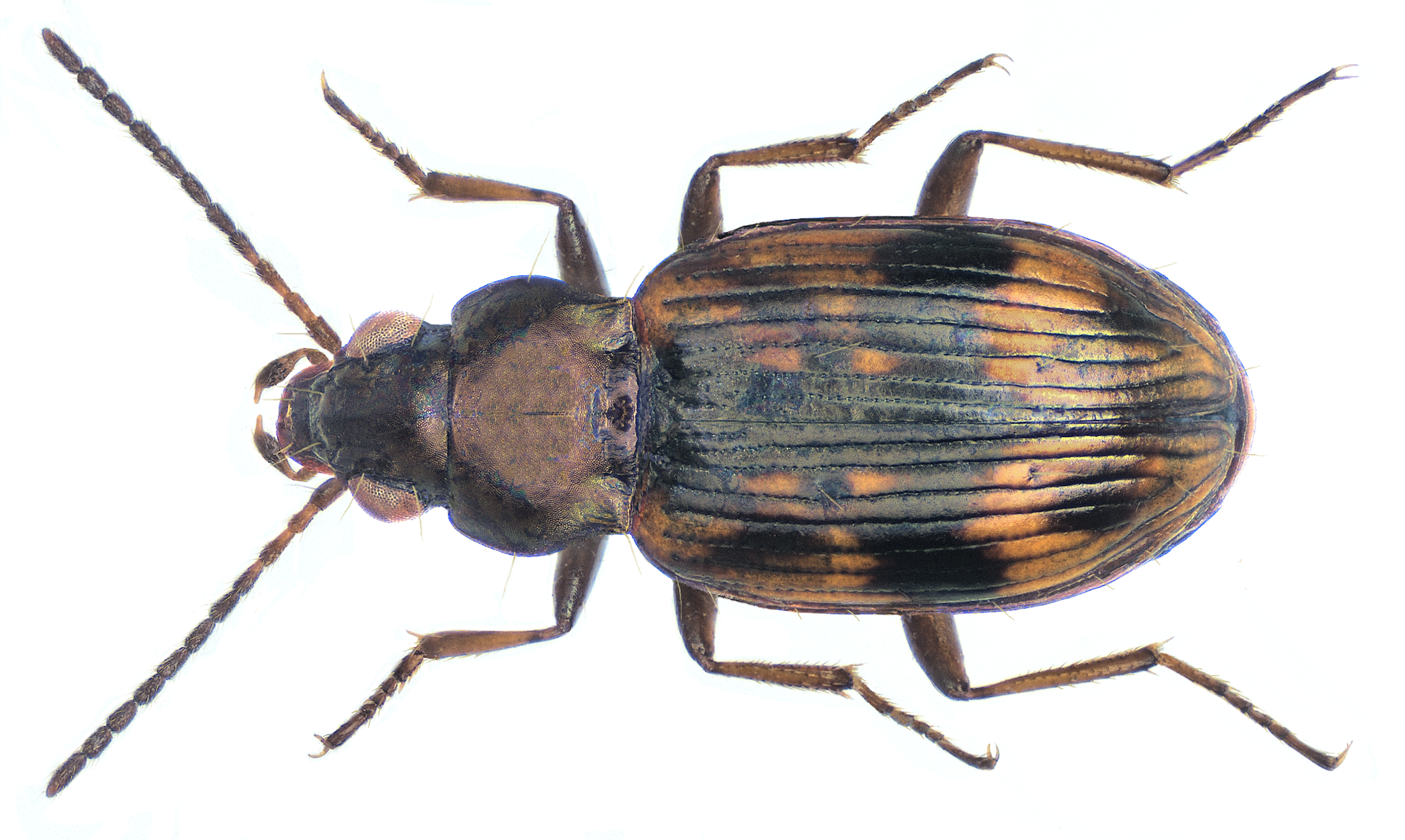
Bembidion semipunctatum
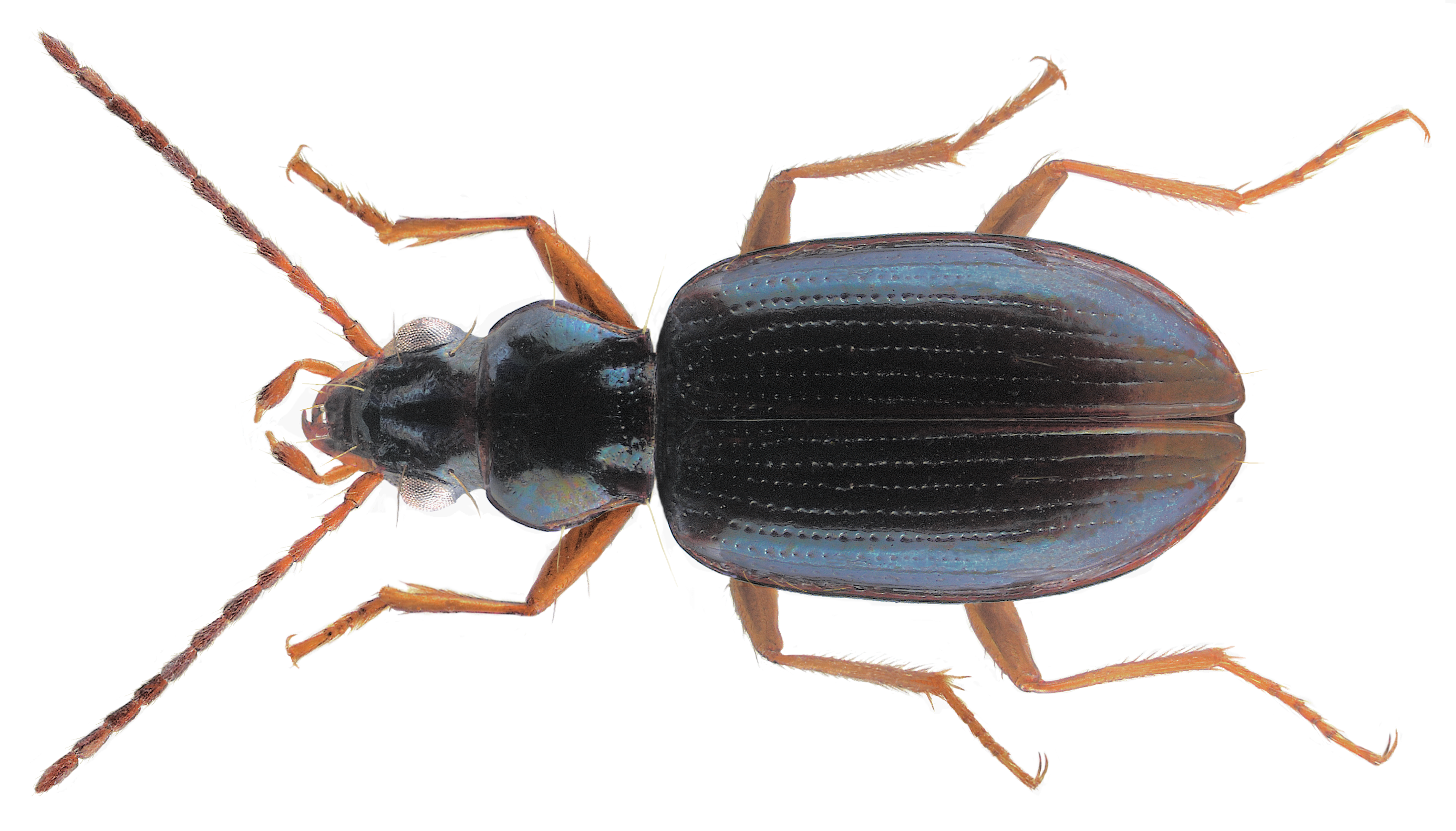
Bembidion steinbuehleri
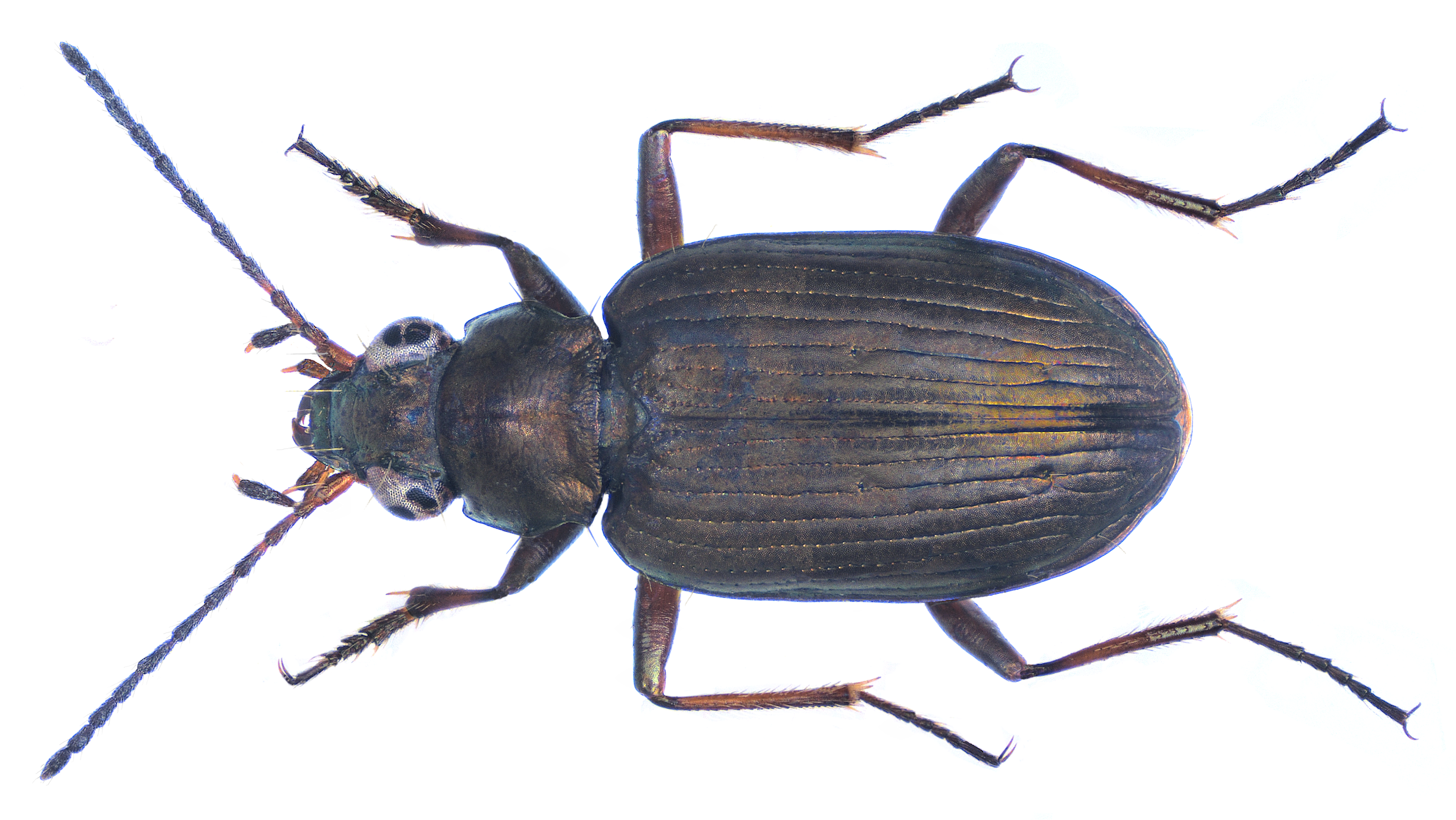
Bembidion striatum

## Especies
- Bembidion abbreviatum
- Bembidion abchasicum
- Bembidion abdelkrimi
- Bembidion abeillei
- Bembidion aberdarense
- Bembidion abnormale
- Bembidion achipungi
- Bembidion acticola
- Bembidion actuarium
- Bembidion actuosum
- Bembidion acutifrons
- Bembidion adductum
- Bembidion adelaidae
- Bembidion admirandum
- Bembidion adowanum
- Bembidion advena
- Bembidion adygorum
- Bembidion aegrum
- Bembidion aegyptiacum
- Bembidion aeneicolle
- Bembidion aeneipes
- Bembidion aeneum
- Bembidion aenulum
- Bembidion aeruginosum
- Bembidion aestuarii
- Bembidion aethiopicum
- Bembidion aetolicum
- Bembidion affine
- Bembidion afghanistanicum
- Bembidion africanum
- Bembidion afroseptentrionale
- Bembidion agonoides
- Bembidion ainu
- Bembidion ajmonis
- Bembidion alacre
- Bembidion alaf
- Bembidion alaskense
- Bembidion alatum
- Bembidion albertisi
- Bembidion albescens
- Bembidion albovirens
- Bembidion alekseevi
- Bembidion algidum
- Bembidion aliense
- Bembidion alikhelicum
- Bembidion allegroi
- Bembidion almum
- Bembidion alpineanum
- Bembidion alsium
- Bembidion altaicum
- Bembidion altestriatum
- Bembidion alticola
- Bembidion amamiense
- Bembidion amaurum
- Bembidion ambiguum
- Bembidion americanum
- Bembidion amnicola
- Bembidion amoenum
- Bembidion ampliceps
- Bembidion amurense
- Bembidion ancash
- Bembidion anchonoderus
- Bembidion andersoni
- Bembidion andinum
- Bembidion andreae
- Bembidion andrewesi
- Bembidion angelieri
- Bembidion angulicolle
- Bembidion anguliferum
- Bembidion angustatum
- Bembidion antarcticum
- Bembidion antennarium
- Bembidion anthracinum
- Bembidion antiquum
- Bembidion antoinei
- Bembidion apicale
- Bembidion approximatum
- Bembidion aratum
- Bembidion arcticum
- Bembidion arenobile
- Bembidion argaeicola
- Bembidion argenteolum
- Bembidion aricense
- Bembidion armeniacum
- Bembidion armuelles
- Bembidion articulatoides
- Bembidion articulatum
- Bembidion ascendens
- Bembidion asiaeminoris
- Bembidion asiaticum
- Bembidion aspericolle
- Bembidion assimile
- Bembidion astrabadense
- Bembidion ateradustum
- Bembidion atillense
- Bembidion atlanticum
- Bembidion atomarium
- Bembidion atripes
- Bembidion atrocaeruleum
- Bembidion atrox
- Bembidion atrum
- Bembidion aubei
- Bembidion auratum
- Bembidion aureofuscum
- Bembidion auxiliator
- Bembidion avaricum
- Bembidion avidum
- Bembidion axillare
- Bembidion azuayi
- Bembidion azurescens
- Bembidion babaulti
- Bembidion bactrianum
- Bembidion badakshanicum
- Bembidion baehri
- Bembidion baghlanicum
- Bembidion baicalicum
- Bembidion bakeri
- Bembidion balcanicum
- Bembidion balli
- Bembidion bandotaro
- Bembidion barkamense
- Bembidion barrense
- Bembidion basicorne
- Bembidion basiplagiatoides
- Bembidion basiplagiatum
- Bembidion basistriatum
- Bembidion bedelianum
- Bembidion beesoni
- Bembidion bellorum
- Bembidion beloborodovi
- Bembidion belousovi
- Bembidion bibliani
- Bembidion bicikense
- Bembidion bicolor
- Bembidion bifossulatum
- Bembidion biguttatum
- Bembidion bimaculatum
- Bembidion bipunctatum
- Bembidion birulai
- Bembidion bisulcatum
- Bembidion blackburni
- Bembidion blandulum
- Bembidion bodenheimeri
- Bembidion bolivari
- Bembidion bolsoni
- Bembidion bonariense
- Bembidion bonniardae
- Bembidion bordoni
- Bembidion botezati
- Bembidion bowditchii
- Bembidion boyaca
- Bembidion bracculatum
- Bembidion brachythorax
- Bembidion braminum
- Bembidion brancuccii
- Bembidion breve
- Bembidion brevistriatum
- Bembidion brittoni
- Bembidion brullei
- Bembidion brunnicorne
- Bembidion brunoi
- Bembidion bruxellense
- Bembidion bryanti
- Bembidion bualei
- Bembidion bucephalum
- Bembidion bugnioni
- Bembidion bukejsi
- Bembidion bulgani
- Bembidion bulirschianum
- Bembidion bullerense
- Bembidion buxtoni
- Bembidion californicum
- Bembidion caligatum
- Bembidion callacalla
- Bembidion callens
- Bembidion callipeplum
- Bembidion callosum
- Bembidion calverti
- Bembidion camposi
- Bembidion canadianum
- Bembidion cantalicum
- Bembidion caoduroi
- Bembidion capito
- Bembidion captivorum
- Bembidion caricum
- Bembidion carinatum
- Bembidion carinula
- Bembidion carnifex
- Bembidion carolinense
- Bembidion carpetanum
- Bembidion carreli
- Bembidion cassinense
- Bembidion cassolai
- Bembidion castaneipenne
- Bembidion castor
- Bembidion castum
- Bembidion catharinae
- Bembidion caucasicum
- Bembidion cavazzutii
- Bembidion cayambense
- Bembidion cekalovici
- Bembidion cekalovicianum
- Bembidion celisi
- Bembidion chakrata
- Bembidion chalceipes
- Bembidion chalceum
- Bembidion chalcodes
- Bembidion chalmeri
- Bembidion championi
- Bembidion charile
- Bembidion charon
- Bembidion chaudoirianum
- Bembidion chaudoirii
- Bembidion chilense
- Bembidion chilesi
- Bembidion chimborazonum
- Bembidion chinense
- Bembidion chiriqui
- Bembidion chloreum
- Bembidion chloropus
- Bembidion chlorostictum
- Bembidion cilicicum
- Bembidion cillenoides
- Bembidion cimmerium
- Bembidion circassicum
- Bembidion cirtense
- Bembidion citulum
- Bembidion ciudadense
- Bembidion clarkii
- Bembidion clarum
- Bembidion clemens
- Bembidion cnemidotum
- Bembidion cocuyanum
- Bembidion coecum
- Bembidion coelestinum
- Bembidion coeruleum
- Bembidion cognatum
- Bembidion collutum
- Bembidion colombianum
- Bembidion coloradense
- Bembidion colvillense
- Bembidion combustum
- Bembidion commissum
- Bembidion commotum
- Bembidion compactum
- Bembidion complanatum
- Bembidion complanulum
- Bembidion compressum
- Bembidion concoeruleum
- Bembidion concolor
- Bembidion concretum
- Bembidion conforme
- Bembidion confusum
- Bembidion conicolle
- Bembidion connivens
- Bembidion consanguineum
- Bembidion consimile
- Bembidion conspersum
- Bembidion constricticolle
- Bembidion constrictum
- Bembidion consuetum
- Bembidion consummatum
- Bembidion contractum
- Bembidion convergens
- Bembidion convexiusculum
- Bembidion convexulum
- Bembidion cooperi
- Bembidion cooteri
- Bembidion cordatum
- Bembidion cordicolle
- Bembidion cordillerae
- Bembidion coreanum
- Bembidion corsicum
- Bembidion cortes
- Bembidion corticarium
- Bembidion cosangaense
- Bembidion cotopaxi
- Bembidion coxendix
- Bembidion crassicorne
- Bembidion crenulatum
- Bembidion crotchii
- Bembidion cruciatum
- Bembidion csikii
- Bembidion cubanum
- Bembidion culminicola
- Bembidion cumanum
- Bembidion cupido
- Bembidion cupreolum
- Bembidion cupreostriatum
- Bembidion cupreum
- Bembidion curtulatum
- Bembidion cyaneum
- Bembidion cyclodes
- Bembidion cymindulum
- Bembidion dabashanicum
- Bembidion daccordii
- Bembidion dacicum
- Bembidion dagestanum
- Bembidion daisetsuzanum
- Bembidion daliangi
- Bembidion dalmatinum
- Bembidion dammermani
- Bembidion dannieae
- Bembidion darlingtoni
- Bembidion darlingtonicum
- Bembidion darlingtonielum
- Bembidion dauricum
- Bembidion davaai
- Bembidion daviacum
- Bembidion davidi
- Bembidion davidsoni
- Bembidion daxuense
- Bembidion debiliceps
- Bembidion decolor
- Bembidion decorum
- Bembidion degeense
- Bembidion dehiscens
- Bembidion dejectum
- Bembidion delamarei
- Bembidion delerei
- Bembidion deletum
- Bembidion deliae
- Bembidion demartini
- Bembidion demeyeri
- Bembidion demidenkoae
- Bembidion dentelloides
- Bembidion dentellum
- Bembidion deplanatum
- Bembidion depressicolle
- Bembidion depressiusculum
- Bembidion depressum
- Bembidion derbesi
- Bembidion derelictum
- Bembidion diabola
- Bembidion dicksoniae
- Bembidion dieckmanni
- Bembidion difficile
- Bembidion difforme
- Bembidion diligens
- Bembidion dilutipenne
- Bembidion dimidiatum
- Bembidion discoideum
- Bembidion discordans
- Bembidion disjunctum
- Bembidion distinguendum
- Bembidion dolorosum
- Bembidion doris
- Bembidion dormeyeri
- Bembidion dorsale
- Bembidion dostali
- Bembidion drago
- Bembidion dudichi
- Bembidion dufourii
- Bembidion durangoense
- Bembidion duvali
- Bembidion dyscheres
- Bembidion dyschirinum
- Bembidion eburneonigrum
- Bembidion echarouxi
- Bembidion echigonum
- Bembidion edwardsi
- Bembidion egens
- Bembidion ehikoense
- Bembidion eichleri
- Bembidion ejusmodi
- Bembidion elatum
- Bembidion elbursicum
- Bembidion eleonorae
- Bembidion elevatum
- Bembidion ellipticocurtum
- Bembidion embersoni
- Bembidion endymion
- Bembidion engelhardti
- Bembidion ephippiger
- Bembidion ephippium
- Bembidion epistomale
- Bembidion equatoriale
- Bembidion eques
- Bembidion eregliense
- Bembidion errans
- Bembidion erwini
- Bembidion escherichi
- Bembidion espejoense
- Bembidion eucheres
- Bembidion eupages
- Bembidion eurydice
- Bembidion eurygonum
- Bembidion eutherum
- Bembidion evanescens
- Bembidion evidens
- Bembidion exornatum
- Bembidion exquisitum
- Bembidion facchinii
- Bembidion falsum
- Bembidion farkaci
- Bembidion farrarae
- Bembidion fasciolatum
- Bembidion fassatii
- Bembidion fellmanni
- Bembidion femoratum
- Bembidion ferghanicum
- Bembidion festivum
- Bembidion fischeri
- Bembidion flavescens
- Bembidion flavopictum
- Bembidion flavoposticatum
- Bembidion flohri
- Bembidion florentinum
- Bembidion fluviatile
- Bembidion foochowense
- Bembidion foraminosum
- Bembidion foraticolle
- Bembidion formosanum
- Bembidion fortestriatum
- Bembidion fortunatum
- Bembidion fossor
- Bembidion foveatum
- Bembidion foveolatum
- Bembidion foveum
- Bembidion francisci
- Bembidion franiae
- Bembidion franzi
- Bembidion fraxator
- Bembidion friebi
- Bembidion frontale
- Bembidion fuchsii
- Bembidion fugax
- Bembidion fujiyamai
- Bembidion fulgens
- Bembidion fuliginosum
- Bembidion fulvipenne
- Bembidion fulvipes
- Bembidion fulvocinctum
- Bembidion fumatum
- Bembidion fumigatum
- Bembidion fusiforme
- Bembidion gabrielianum
- Bembidion gabrielum
- Bembidion gagates
- Bembidion gagneorum
- Bembidion galapagoense
- Bembidion gansuense
- Bembidion gassneri
- Bembidion gautieri
- Bembidion gazella
- Bembidion geberti
- Bembidion gebieni
- Bembidion gebleri
- Bembidion gemmulipenne
- Bembidion genei
- Bembidion geniculatum
- Bembidion georgeballi
- Bembidion georgettae
- Bembidion gerdi
- Bembidion gerdmuelleri
- Bembidion germainianum
- Bembidion gersdorfi
- Bembidion ghilarovi
- Bembidion giganteum
- Bembidion gilgit
- Bembidion gilvipes
- Bembidion giselae
- Bembidion gisteli
- Bembidion glabrum
- Bembidion glaciale
- Bembidion glasunovi
- Bembidion gobiense
- Bembidion goetzi
- Bembidion golem
- Bembidion gordoni
- Bembidion gorilla
- Bembidion gotoense
- Bembidion gotschii
- Bembidion graciliforme
- Bembidion grandiceps
- Bembidion grandipenne
- Bembidion granuliferum
- Bembidion graphicum
- Bembidion grapii
- Bembidion gratiosum
- Bembidion grayanum
- Bembidion gredosanum
- Bembidion grisvardi
- Bembidion grosclaudei
- Bembidion grossepunctatum
- Bembidion guadarramense
- Bembidion guamani
- Bembidion guaramacal
- Bembidion gudenzii
- Bembidion guttula
- Bembidion guttulatum
- Bembidion guttuloides
- Bembidion guzzettii
- Bembidion habui
- Bembidion hageni
- Bembidion hajeki
- Bembidion haleakalae
- Bembidion hamanense
- Bembidion hammondianum
- Bembidion hansi
- Bembidion haruspex
- Bembidion hastii
- Bembidion hasurada
- Bembidion hauserianum
- Bembidion havelkai
- Bembidion hayachinense
- Bembidion hebeicum
- Bembidion hebridarum
- Bembidion heineri
- Bembidion heinzi
- Bembidion heishuianum
- Bembidion herbertfranzi
- Bembidion hesperidum
- Bembidion hesperium
- Bembidion hesperus
- Bembidion hetzeli
- Bembidion heydeni
- Bembidion heyrovskyi
- Bembidion hiekei
- Bembidion hikosanum
- Bembidion himalayanum
- Bembidion hiogoense
- Bembidion hiranoi
- Bembidion hirmocaelum
- Bembidion hirtipalposum
- Bembidion hirtipes
- Bembidion hispanicum
- Bembidion hissaricum
- Bembidion hittita
- Bembidion hoberlandti
- Bembidion hoberlandtianum
- Bembidion hokitikense
- Bembidion holconotum
- Bembidion honestum
- Bembidion hoogstraali
- Bembidion horii
- Bembidion hornense
- Bembidion horni
- Bembidion hosodai
- Bembidion huberi
- Bembidion humboldtense
- Bembidion humboldti
- Bembidion humerale
- Bembidion hummleri
- Bembidion hustachei
- Bembidion hyperboraeorum
- Bembidion hypocrita
- Bembidion hysteron
- Bembidion ibericum
- Bembidion icterodes
- Bembidion idoneum
- Bembidion idriae
- Bembidion ignicola
- Bembidion igorot
- Bembidion iliense
- Bembidion illigeri
- Bembidion illuchi
- Bembidion imereticum
- Bembidion immaturum
- Bembidion immune
- Bembidion impotens
- Bembidion improvidens
- Bembidion inaense
- Bembidion inaequale
- Bembidion incisum
- Bembidion incognitum
- Bembidion incommodum
- Bembidion inconspicuum
- Bembidion inconstans
- Bembidion incrematum
- Bembidion indistinctum
- Bembidion infans
- Bembidion infuscatipenne
- Bembidion infuscatum
- Bembidion inoptatum
- Bembidion insidiosum
- Bembidion insularum
- Bembidion insulatum
- Bembidion integrum
- Bembidion intermedium
- Bembidion interventor
- Bembidion iphigenia
- Bembidion iranicum
- Bembidion iricolor
- Bembidion iridescens
- Bembidion iridipenne
- Bembidion irregulare
- Bembidion irroratum
- Bembidion ispartanum
- Bembidion israelita
- Bembidion italicum
- Bembidion ixtatan
- Bembidion jacksoniense
- Bembidion jacobianum
- Bembidion jacobseni
- Bembidion jacobsoni
- Bembidion jacqueti
- Bembidion jaechi
- Bembidion jamaicense
- Bembidion janatai
- Bembidion jani
- Bembidion japonicum
- Bembidion jaroslavi
- Bembidion jeanneli
- Bembidion jeannelicum
- Bembidion jedlickai
- Bembidion jelineki
- Bembidion jimburae
- Bembidion jintangi
- Bembidion joachimschmidti
- Bembidion josephi
- Bembidion jucundum
- Bembidion judaicum
- Bembidion julianum
- Bembidion justinae
- Bembidion kabakovi
- Bembidion kaloprosopon
- Bembidion kalumae
- Bembidion kamakou
- Bembidion kamikochii
- Bembidion kara
- Bembidion kareli
- Bembidion karikari
- Bembidion karinae
- Bembidion karokhense
- Bembidion kartalinicum
- Bembidion kasaharai
- Bembidion kaschmirense
- Bembidion kauaiensis
- Bembidion kazakhstanicum
- Bembidion kempi
- Bembidion kenyense
- Bembidion kermanum
- Bembidion khanakense
- Bembidion khuchuchani
- Bembidion kilimanum
- Bembidion kimurai
- Bembidion kiritshenkoi
- Bembidion kirschenhoferi
- Bembidion kishimotoi
- Bembidion kivuanum
- Bembidion klapperichi
- Bembidion klapperichianum
- Bembidion klimai
- Bembidion kmecoi
- Bembidion koebelei
- Bembidion koikei
- Bembidion kokandicum
- Bembidion kolbei
- Bembidion komareki
- Bembidion kryzhanovskii
- Bembidion kucerai
- Bembidion kuesteri
- Bembidion kuhitangi
- Bembidion kulzeri
- Bembidion kunarense
- Bembidion kuprianovii
- Bembidion kurdistanicum
- Bembidion kurram
- Bembidion kuscheli
- Bembidion kuznetsovi
- Bembidion lachnophoroides
- Bembidion lacrimans
- Bembidion lacunarium
- Bembidion ladakense
- Bembidion ladas
- Bembidion laetum
- Bembidion laevibase
- Bembidion laevigatum
- Bembidion laevipenne
- Bembidion lafertei
- Bembidion lais
- Bembidion lamproides
- Bembidion lampros
- Bembidion languens
- Bembidion lapponicum
- Bembidion lares
- Bembidion larisae
- Bembidion latebricola
- Bembidion laterale
- Bembidion laticeps
- Bembidion laticolle
- Bembidion latinum
- Bembidion latiplaga
- Bembidion laurentii
- Bembidion lavernae
- Bembidion laxatum
- Bembidion lecontei
- Bembidion ledouxianum
- Bembidion leleupi
- Bembidion lenae
- Bembidion leonense
- Bembidion leonhardi
- Bembidion leptaleum
- Bembidion leucolenum
- Bembidion leucoscelis
- Bembidion leve
- Bembidion levettei
- Bembidion levigatum
- Bembidion leytense
- Bembidion liangi
- Bembidion liliputanum
- Bembidion limatum
- Bembidion limnobium
- Bembidion linauense
- Bembidion lindbergi
- Bembidion liparum
- Bembidion lirykense
- Bembidion lissonotoides
- Bembidion lissonotum
- Bembidion litorale
- Bembidion livens
- Bembidion lobanovi
- Bembidion loebli
- Bembidion loeffleri
- Bembidion lonae
- Bembidion longipenne
- Bembidion longipes
- Bembidion longriba
- Bembidion lorenzi
- Bembidion loricatum
- Bembidion lorquinii
- Bembidion loscondesi
- Bembidion louisella
- Bembidion lucifugum
- Bembidion lucillum
- Bembidion luculentum
- Bembidion luhuoense
- Bembidion luisae
- Bembidion lulinense
- Bembidion lunatum
- Bembidion luniferum
- Bembidion lunulatum
- Bembidion luridicorne
- Bembidion lysander
- Bembidion mackinderi
- Bembidion macrogonum
- Bembidion macropterum
- Bembidion maculatum
- Bembidion maculiferum
- Bembidion madagascariense
- Bembidion maddisoni
- Bembidion magellense
- Bembidion magrinii
- Bembidion mallmaense
- Bembidion mandarin
- Bembidion mandibulare
- Bembidion manfredschmidi
- Bembidion mangamuka
- Bembidion manicatum
- Bembidion mannerheimii
- Bembidion manningense
- Bembidion maorinum
- Bembidion marggii
- Bembidion marginatum
- Bembidion marginipenne
- Bembidion marinianum
- Bembidion maritimum
- Bembidion maroccanum
- Bembidion martachemai
- Bembidion marthae
- Bembidion marussii
- Bembidion massaicum
- Bembidion mastersi
- Bembidion mathani
- Bembidion mauritii
- Bembidion mckinleyi
- Bembidion megalops
- Bembidion melanocerum
- Bembidion melanopodum
- Bembidion mellissii
- Bembidion menander
- Bembidion mendocinum
- Bembidion menetriesii
- Bembidion meruanum
- Bembidion merum
- Bembidion mesasiaticum
- Bembidion meschniggi
- Bembidion mexicanum
- Bembidion mikitjukovi
- Bembidion mikyskai
- Bembidion milleri
- Bembidion milosfassatii
- Bembidion mimbres
- Bembidion mimekara
- Bembidion mimus
- Bembidion mingrelicum
- Bembidion minimum
- Bembidion minoum
- Bembidion mirasoi
- Bembidion mirzayani
- Bembidion misellum
- Bembidion miwai
- Bembidion mixtum
- Bembidion modestum
- Bembidion modocianum
- Bembidion montanum
- Bembidion montei
- Bembidion monticola
- Bembidion morawitzi
- Bembidion moreti
- Bembidion moritai
- Bembidion mormon
- Bembidion morulum
- Bembidion morvanianum
- Bembidion motschulskyi
- Bembidion motzfeldi
- Bembidion moursyi
- Bembidion m-signatum
- Bembidion mucubaji
- Bembidion muellermotzfeldi
- Bembidion muemo
- Bembidion multipunctatum
- Bembidion mundatum
- Bembidion mundum
- Bembidion munroi
- Bembidion murrilloense
- Bembidion mus
- Bembidion musae
- Bembidion muscicola
- Bembidion mutatum
- Bembidion nahuala
- Bembidion nakamurai
- Bembidion narzikulovi
- Bembidion nebraskense
- Bembidion negreanum
- Bembidion negrei
- Bembidion nemrutdagi
- Bembidion neocoerulescens
- Bembidion neodelamarei
- Bembidion neresheimeri
- Bembidion nerii
- Bembidion netolitzkyanum
- Bembidion netolitzkyi
- Bembidion nevadense
- Bembidion nigricorne
- Bembidion nigripes
- Bembidion nigritum
- Bembidion nigrivestis
- Bembidion nigrocoeruleum
- Bembidion nigropiceum
- Bembidion nigrum
- Bembidion niloticum
- Bembidion nipponicum
- Bembidion nirasawai
- Bembidion nishidai
- Bembidion nitidicolle
- Bembidion nitidum
- Bembidion nivicola
- Bembidion nobile
- Bembidion nogalesium
- Bembidion nonaginta
- Bembidion normannum
- Bembidion notatum
- Bembidion nubiculosum
- Bembidion nubigena
- Bembidion nudipenne
- Bembidion nuncaestimatum
- Bembidion obenbergeri
- Bembidion oberthueri
- Bembidion obliquulum
- Bembidion obliquum
- Bembidion obliteratum
- Bembidion obscurellum
- Bembidion obscuripenne
- Bembidion obscuromaculatum
- Bembidion obtusangulum
- Bembidion obtusidens
- Bembidion obtusum
- Bembidion occultator
- Bembidion ochsi
- Bembidion octomaculatum
- Bembidion ocylum
- Bembidion ohkurai
- Bembidion ohtsukai
- Bembidion okinawanum
- Bembidion olemartini
- Bembidion onorei
- Bembidion onsen
- Bembidion operosum
- Bembidion oppressum
- Bembidion opulentum
- Bembidion orbiferum
- Bembidion oregonense
- Bembidion orinum
- Bembidion orion
- Bembidion orregoi
- Bembidion ortsi
- Bembidion osculans
- Bembidion ovale
- Bembidion ovalipenne
- Bembidion ovoideum
- Bembidion ovulum
- Bembidion oxapampa
- Bembidion oxyglymma
- Bembidion ozakii
- Bembidion ozarkense
- Bembidion pacificum
- Bembidion paediscum
- Bembidion paganettii
- Bembidion pallideguttula
- Bembidion pallidicorne
- Bembidion pallidipenne
- Bembidion pallidiveste
- Bembidion palosverdes
- Bembidion pamiricola
- Bembidion panda
- Bembidion paracomplanatum
- Bembidion paraenulum
- Bembidion parallelipenne
- Bembidion paralongulum
- Bembidion paratomarium
- Bembidion parconaturaviva
- Bembidion parepum
- Bembidion parsorum
- Bembidion parviceps
- Bembidion parvum
- Bembidion pascoense
- Bembidion patris
- Bembidion patruele
- Bembidion paulinae
- Bembidion paulinoi
- Bembidion pavesii
- Bembidion pedestre
- Bembidion pedicellatum
- Bembidion peleum
- Bembidion peliopterum
- Bembidion penai
- Bembidion penninum
- Bembidion perbrevicolle
- Bembidion perditum
- Bembidion perkinsi
- Bembidion pernotum
- Bembidion perraulti
- Bembidion persephone
- Bembidion persicum
- Bembidion persimile
- Bembidion peruvianum
- Bembidion peterseni
- Bembidion petrimagni
- Bembidion petrosum
- Bembidion pfizenmayeri
- Bembidion phaedrum
- Bembidion philippii
- Bembidion phoeniceum
- Bembidion phryganobium
- Bembidion piceocyaneum
- Bembidion pichincha
- Bembidion picturatum
- Bembidion pieroi
- Bembidion pierrei
- Bembidion pilatei
- Bembidion pimanum
- Bembidion pindicum
- Bembidion pinkeri
- Bembidion placeranum
- Bembidion placitum
- Bembidion plagiatum
- Bembidion planatum
- Bembidion planiusculum
- Bembidion planum
- Bembidion platyderoides
- Bembidion platynoides
- Bembidion platypterum
- Bembidion pliculatum
- Bembidion plutenkoi
- Bembidion pluto
- Bembidion poculare
- Bembidion pogonoides
- Bembidion pogonopsis
- Bembidion pokharense
- Bembidion poli
- Bembidion polites
- Bembidion politum
- Bembidion poppii
- Bembidion portoricense
- Bembidion posticale
- Bembidion postremum
- Bembidion praecinctum
- Bembidion praeustum
- Bembidion prasinum
- Bembidion praticola
- Bembidion prokopenkoi
- Bembidion properans
- Bembidion proportionale
- Bembidion proprium
- Bembidion proteron
- Bembidion pseudascendens
- Bembidion pseudocautum
- Bembidion pseudoconsumatum
- Bembidion pseudocyaneum
- Bembidion pseudokara
- Bembidion pseudolucillum
- Bembidion pseudosiebkei
- Bembidion pseudovale
- Bembidion psilodorum
- Bembidion psuchrum
- Bembidion punctatellum
- Bembidion punctatostriatum
- Bembidion punctigerum
- Bembidion punctulatum
- Bembidion punctulipenne
- Bembidion puponga
- Bembidion purulha
- Bembidion putzeysi
- Bembidion pygmaeum
- Bembidion pyrenaeum
- Bembidion pyxidum
- Bembidion qinghaicum
- Bembidion quadratulum
- Bembidion quadricolle
- Bembidion quadrifossulatum
- Bembidion quadrifoveolatum
- Bembidion quadriimpressum
- Bembidion quadrimaculatum
- Bembidion quadriplagiatum
- Bembidion quadripustulatum
- Bembidion quadrulum
- Bembidion quailaicum
- Bembidion quebrada
- Bembidion quetzal
- Bembidion radians
- Bembidion rapidum
- Bembidion rapola
- Bembidion rawlinsi
- Bembidion rebeccae
- Bembidion rebeccanum
- Bembidion rebli
- Bembidion rectangulum
- Bembidion recticolle
- Bembidion regale
- Bembidion regismontium
- Bembidion reichardti
- Bembidion reiseri
- Bembidion relictum
- Bembidion renei
- Bembidion rengense
- Bembidion renoanum
- Bembidion retipenne
- Bembidion rhaeticum
- Bembidion rhodopense
- Bembidion ricei
- Bembidion rickmersi
- Bembidion rilong
- Bembidion ringueleti
- Bembidion riobamba
- Bembidion rionicum
- Bembidion ripicola
- Bembidion roberti
- Bembidion roborowskii
- Bembidion robusticolle
- Bembidion rogersi
- Bembidion rolandi
- Bembidion roosevelti
- Bembidion rosslandicum
- Bembidion rothfelsi
- Bembidion rotundicolle
- Bembidion rubidum
- Bembidion rubiginosum
- Bembidion rucillum
- Bembidion rude
- Bembidion ruffoi
- Bembidion ruficolle
- Bembidion rufimacula
- Bembidion rufinum
- Bembidion rufoplagiatum
- Bembidion rufosuffusum
- Bembidion rufotibiellum
- Bembidion rufotinctum
- Bembidion rufum
- Bembidion rugicolle
- Bembidion rugosellum
- Bembidion rupicola
- Bembidion ruruy
- Bembidion rusticum
- Bembidion ruthenum
- Bembidion ruwenzoricum
- Bembidion ryei
- Bembidion saitoi
- Bembidion sajanum
- Bembidion salebratum
- Bembidion salinarium
- Bembidion salweenum
- Bembidion sanandresi
- Bembidion sanatum
- Bembidion sanctaemarthae
- Bembidion sapporense
- Bembidion saragurense
- Bembidion satanas
- Bembidion satelles
- Bembidion satellites
- Bembidion satoi
- Bembidion sauteri
- Bembidion saxatile
- Bembidion scandens
- Bembidion scapulare
- Bembidion scenicum
- Bembidion schermanni
- Bembidion schillhammeri
- Bembidion schmidti
- Bembidion schoedli
- Bembidion schoenmanni
- Bembidion schuelkei
- Bembidion schueppelii
- Bembidion sciakyi
- Bembidion scitulum
- Bembidion sclanoi
- Bembidion scopulinum
- Bembidion scotti
- Bembidion scottustulatum
- Bembidion scudderi
- Bembidion sculpturatum
- Bembidion scythicum
- Bembidion seijii
- Bembidion sejunctum
- Bembidion semenovi
- Bembidion semibraccatum
- Bembidion semicinctum
- Bembidion semifasciatum
- Bembidion semiferrugineum
- Bembidion semilotum
- Bembidion semilunium
- Bembidion seminskiense
- Bembidion semiopacum
- Bembidion semipunctatum
- Bembidion semistriatum
- Bembidion sengleti
- Bembidion seriatum
- Bembidion serpentinum
- Bembidion servillei
- Bembidion seticorne
- Bembidion sexfoveatum
- Bembidion shibatai
- Bembidion shikokuense
- Bembidion shilenkovi
- Bembidion shimoyamai
- Bembidion shugela
- Bembidion shunichii
- Bembidion sibiricum
- Bembidion siculum
- Bembidion sierricola
- Bembidion signatipenne
- Bembidion sillemi
- Bembidion silvicola
- Bembidion simplex
- Bembidion sinicum
- Bembidion sirinae
- Bembidion siticum
- Bembidion sjolanderi
- Bembidion sjostedti
- Bembidion skoraszewskyi
- Bembidion smaragdinum
- Bembidion smetanai
- Bembidion smirnovi
- Bembidion soederbomi
- Bembidion sogdianum
- Bembidion sokolowskii
- Bembidion solanum
- Bembidion solieri
- Bembidion solitarium
- Bembidion solskyi
- Bembidion sordidum
- Bembidion sparsum
- Bembidion speciense
- Bembidion spectans
- Bembidion sphaeroderum
- Bembidion sphaeruliferum
- Bembidion spinolai
- Bembidion splendens
- Bembidion splendidum
- Bembidion spretum
- Bembidion spurcum
- Bembidion staneki
- Bembidion starkii
- Bembidion steinbuehleri
- Bembidion steini
- Bembidion stenoderum
- Bembidion stephensii
- Bembidion sterbai
- Bembidion stewartense
- Bembidion stillaguamish
- Bembidion stolfai
- Bembidion storkianum
- Bembidion straussi
- Bembidion striaticeps
- Bembidion striatum
- Bembidion stricticolle
- Bembidion strictum
- Bembidion striola
- Bembidion strobeli
- Bembidion subaerarium
- Bembidion subangustatum
- Bembidion subapterum
- Bembidion subcostatum
- Bembidion subcylindricum
- Bembidion subfasciatum
- Bembidion subflavescens
- Bembidion subfusum
- Bembidion subimpressum
- Bembidion sublimbatum
- Bembidion submaculatum
- Bembidion submutatum
- Bembidion suensoni
- Bembidion sulcicolle
- Bembidion sulcipenne
- Bembidion sulfurarium
- Bembidion sumaoi
- Bembidion suturale
- Bembidion syropalaestinum
- Bembidion tabellatum
- Bembidion taciturnum
- Bembidion taguense
- Bembidion tahitiense
- Bembidion tairuense
- Bembidion taiwanum
- Bembidion taiyuanense
- Bembidion takasagonis
- Bembidion tambra
- Bembidion tauricum
- Bembidion tekapoense
- Bembidion tenellum
- Bembidion tepaki
- Bembidion teradai
- Bembidion teres
- Bembidion tergluense
- Bembidion terminale
- Bembidion tesselatum
- Bembidion testaceum
- Bembidion tethys
- Bembidion tetracolum
- Bembidion tetragrammum
- Bembidion tetrapholeon
- Bembidion tetraporum
- Bembidion tetrasemum
- Bembidion texanum
- Bembidion tibiale
- Bembidion tigrinum
- Bembidion tillyardi
- Bembidion timidum
- Bembidion tinctum
- Bembidion tizianoi
- Bembidion tokunoshimanum
- Bembidion tolbonuri
- Bembidion toledanoi
- Bembidion toledanoianum
- Bembidion topali
- Bembidion torosiense
- Bembidion torosum
- Bembidion townsendi
- Bembidion toyodai
- Bembidion trabzonicum
- Bembidion trajectum
- Bembidion transcaucasicum
- Bembidion transparens
- Bembidion transsylvanicum
- Bembidion transversale
- Bembidion transversum
- Bembidion trebinjense
- Bembidion trechiforme
- Bembidion trechoides
- Bembidion tricolor
- Bembidion triviale
- Bembidion tropicale
- Bembidion tropicum
- Bembidion tsutsuii
- Bembidion tucumanum
- Bembidion tunuyanense
- Bembidion turcicum
- Bembidion turnai
- Bembidion turquinum
- Bembidion uenoianum
- Bembidion ugartei
- Bembidion uhligi
- Bembidion ulkei
- Bembidion umbratum
- Bembidion umeyai
- Bembidion umi
- Bembidion umiatense
- Bembidion unifasciatum
- Bembidion uniforme
- Bembidion urewerense
- Bembidion uruguayense
- Bembidion ustulatum
- Bembidion ustum
- Bembidion utahense
- Bembidion vaillanti
- Bembidion validum
- Bembidion vandykei
- Bembidion varicolor
- Bembidion variegatum
- Bembidion variola
- Bembidion variolatum
- Bembidion varium
- Bembidion velox
- Bembidion veneriatum
- Bembidion vernale
- Bembidion versicolor
- Bembidion versutum
- Bembidion vespertinum
- Bembidion viator
- Bembidion vicinum
- Bembidion viduum
- Bembidion vignai
- Bembidion vile
- Bembidion villagomesi
- Bembidion virens
- Bembidion viridicolle
- Bembidion vitalisi
- Bembidion vitiosum
- Bembidion vividum
- Bembidion vodozi
- Bembidion vorax
- Bembidion vseteckai
- Bembidion vulcanium
- Bembidion vulpecula
- Bembidion waialeale
- Bembidion waiho
- Bembidion waimarama
- Bembidion walterrossii
- Bembidion wanakense
- Bembidion wardii
- Bembidion watanabei
- Bembidion waziristanum
- Bembidion weiratherianum
- Bembidion whymperi
- Bembidion wickhami
- Bembidion wittmeri
- Bembidion wolfgangi
- Bembidion wollastoni
- Bembidion wraseanum
- Bembidion wrzecionkoi
- Bembidion wui
- Bembidion wutaishanense
- Bembidion xanthacrum
- Bembidion xanthocerum
- Bembidion xanthochiton
- Bembidion xanthoxanthum
- Bembidion xestum
- Bembidion yakushimanum
- Bembidion yatsuense
- Bembidion yehi
- Bembidion yoshidai
- Bembidion yoshikawai
- Bembidion youngi
- Bembidion yuae
- Bembidion yukonum
- Bembidion yunnanum
- Bembidion zagrosense
- Bembidion zaitzevi
- Bembidion zanettii
- Bembidion zephyrum
- Bembidion zierisi
- Bembidion zlotini
- Bembidion zolotarewi